# Liste der Biografien/Rab
Liste der Biografien |
Portal Biografien |
Personensuche
# |
A |
B |
C |
D |
E |
F |
G |
H |
I |
J |
K |
L |
M |
N |
O |
P |
Q |
R |
S |
T |
U |
V |
W |
X |
Y |
Z |
?
 
Ra |
Rb |
Rd |
Re |
Rh |
Ri |
Rj |
Rk |
Rl |
Rm |
Rn |
Ro |
Rr |
Rs |
Rt |
Ru |
Rv |
Rw |
Rx |
Ry |
Rz
 
Raa |
Rab |
Rac |
Rad |
Rae–Rah |
Rai |
Raj |
Rak |
Ral |
Ram |
Ran |
Rao |
Rap |
Raq |
Rar |
Ras |
Rat |
Rau |
Rav |
Raw |
Rax |
Ray |
Raz
Die Liste der Biografien führt alle Personen auf, die in der deutschsprachigen Wikipedia einen Artikel haben. Dieses ist eine Teilliste mit 505 Einträgen von Personen, deren Namen mit den Buchstaben „Rab“ beginnt.

## Rab
- Rab Jehuda bar Jechezqel, Amoräer
- Rab Kahana, babylonischer Amoräer
- Rab Nachman, Amoräer
- Rab Zera I., Amoräer
- Rab, A. S. M. Abdur (* 1945), Politiker in Bangladesch

### Raba
- Raba († 352), jüdischer Gelehrter (Amoräer)
- Rába, Dániel (* 1998), ungarischer Hammerwerfer
- Raba, Inge (1923–2022), deutsche Cellistin
- Raba, Jost (1900–2000), deutscher Geiger und Musikpädagoge
- Raba, Norbert (* 1973), polnischer Politiker (Platforma Obywatelska), Mitglied des Sejm
- Raba, Peter (* 1936), deutscher Autor, Fotograf und Homöopath
- Rabada, Kagiso (* 1995), südafrikanischer Cricketspieler
- Rabadan, Pierre (* 1980), französischer Rugby-Spieler und stellvertretender Bürgermeister von Paris
- Rabaey, Charles (* 1934), belgischer Radrennfahrer
- Rabaey, Gérard (* 1948), französischer Koch, der seit den 1970er Jahren in der Schweiz lebt
- Rabagliati, Alberto (1906–1974), italienischer Sänger und Schauspieler
- Rabah, Naoufel Ben (* 1977), tunesischer Boxer
- Rabah, Sadok (* 1948), tunesischer Politiker
- Rabajda, Gerardo (* 1967), uruguayischer Fußballspieler
- Rabak, Freddy Charles (* 1947), österreichischer Zuhälter, Drogendealer, Entfesselungskünstler, Gefängnisausbrecher und nunmehriger Autor
- Rabal, Francisco (1926–2001), spanischer SchauspielerFrancisco Rabal (1926–2001)

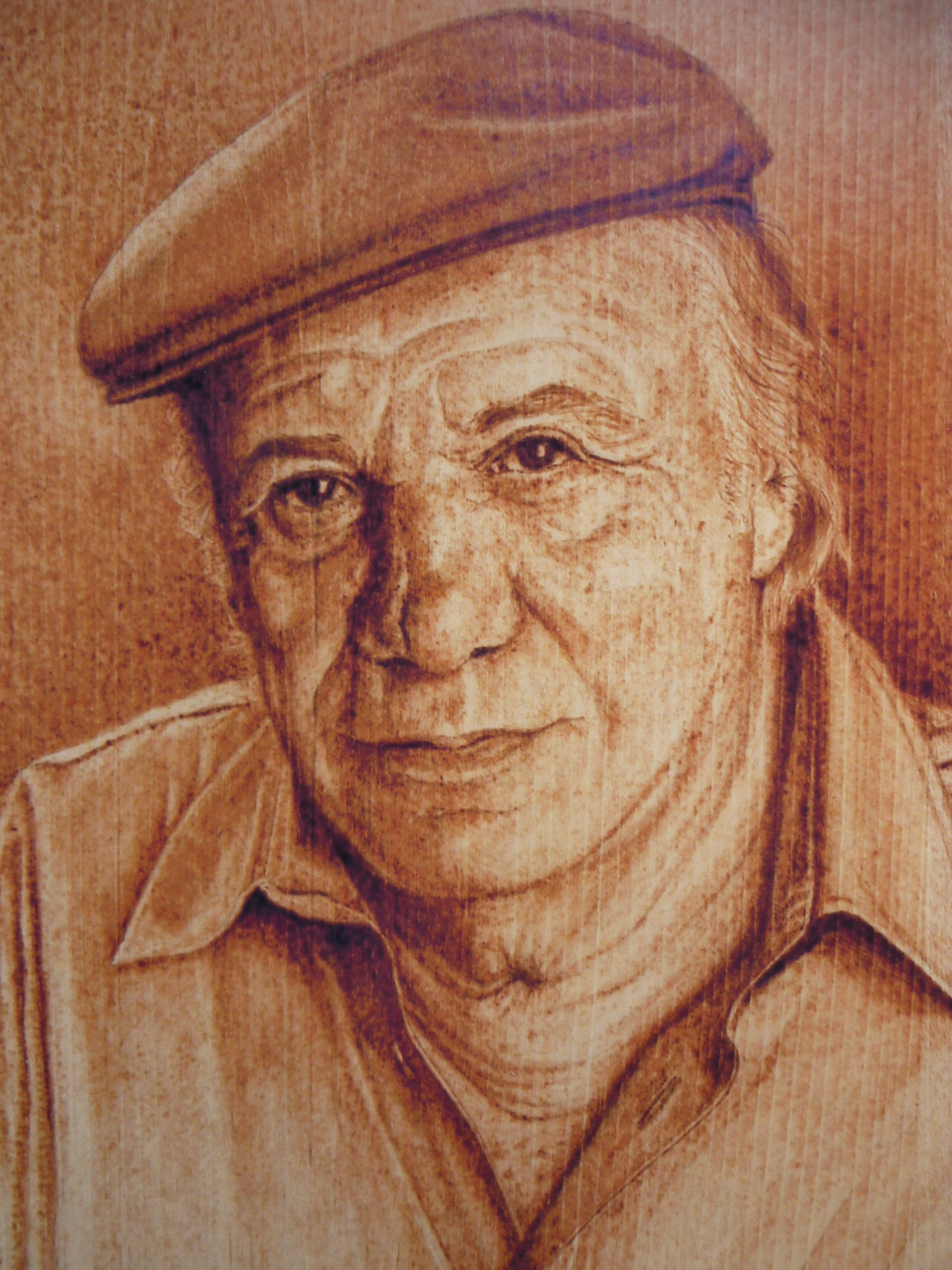
Francisco Rabal (1926–2001)

- Rabal, Teresa (* 1952), spanische Sängerin
- Rabald, Brigitte (1934–2019), deutsche Sängerin
- Rabald, Erich (1899–1967), deutscher Chemiker und Hochschullehrer
- Rabaliatti, Bartolomeo († 1723), italienischer Steinmetz
- Rabaliatti, Franz Wilhelm (1714–1782), italienisch-deutscher Architekt und Hofbaumeister des Kurfürsten Karl Theodor
- Raban Truchseß von Wilburgstetten († 1383), Fürstbischof von Eichstätt
- Raban von Helmstatt († 1439), Bischof von Speyer
- Raban, Jonathan (1942–2023), britischer Schriftsteller
- Raban, Miloš (1948–2011), tschechischer Geistlicher, römisch-katholischer Theologe
- Raban, William (* 1948), britischer Regisseur von Experimentalfilmen
- Rabanal, Jesús (* 1984), peruanischer Fußballspieler
- Rabanales, Victor (* 1962), mexikanischer Boxer im Bantamgewicht
- Rabanis, Joseph-François (1801–1860), französischer Historiker
- Rabanne, Paco (1934–2023), spanischer Modeschöpfer, Couturier und DesignerPaco Rabanne (1934–2023)

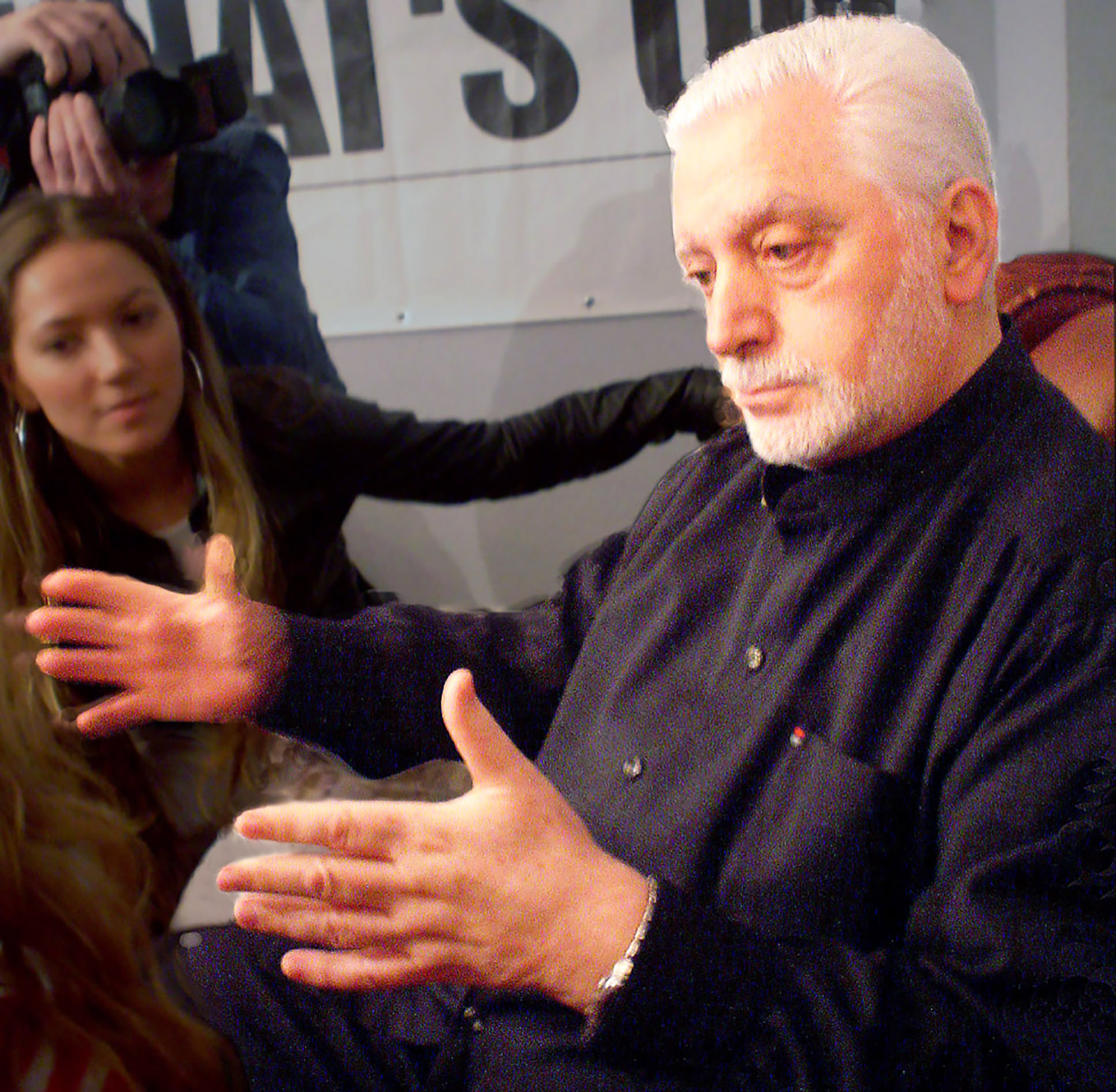
Paco Rabanne (1934–2023)

- Rábano, Nuria (* 1999), spanische Fußballspielerin
- Rabanser, Charly (* 1954), österreichischer Schauspieler, Regisseur und Kulturschaffender
- Rabanser, Edmondo (1936–2016), italienischer Eishockeyspieler
- Rabanser, Ivo (* 1970), italienischer Kletterer, Bergführer und Buchautor
- Rabanser, Norbert (* 1970), italienischer Schlagzeuger, Komponist, Kapellmeister und Professor
- Rabanus, Gert (1923–2024), deutscher Synchronregisseur und Dialogbuchautor
- Rabanus, Martin (* 1971), deutscher Politiker (SPD), MdB
- Rabas, Franz (1901–1969), sudetendeutscher römisch-katholischer Ordensmann, Geistlicher und Märtyrer
- Rabas, Josef (1908–2003), sudetendeutscher Pastoraltheologe und römisch-katholischer Geistlicher
- Rabas, Václav (1933–2015), tschechischer Organist
- Rabasa, Richard (1931–2011), französischer Skispringer
- Rabassa, Enric (1920–1980), spanischer Fußballspieler und -trainer
- Rabassa, Pere (1683–1767), katalanischer Kapellmeister, Musikwissenschaftler und Komponist
- Rabasse, Jean (* 1961), französischer Szenenbildner und Bühnenbildner
- Rabasseda, Enric (1933–2016), spanischer bildender Künstler
- Rabat, Esteve (* 1989), spanischer MotorradrennfahrerEsteve Rabat (* 1989)

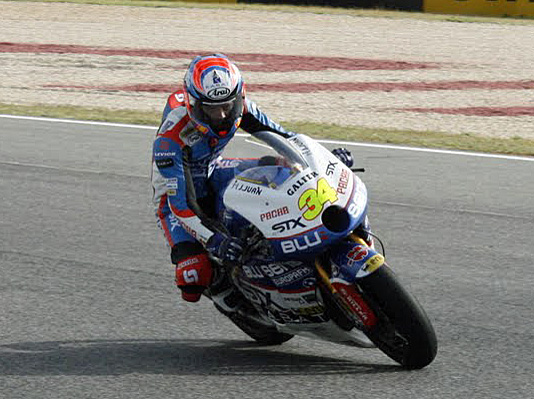
Esteve Rabat (* 1989)

- Rabaté, Jacques (1907–1941), französischer Botaniker
- Rabatinsky, Marie von (* 1844), Opernsängerin (Sopran)
- Rabatsch, Manfred (* 1941), deutscher Sozialpädagoge und Politiker (AL)
- Rabatsch, Stefanie (1887–1975), österreichischer Jugendschwarm Adolf Hitlers
- Rabatta, Raymund Ferdinand von (1669–1722), Fürstbischof von Passau
- Rabatta, Rudolf von († 1688), kaiserlicher Feldmarschall
- Rabatz, Chris, deutscher Partysänger
- Rabau, Erika (1940–2016), deutsche Fotografin und Schauspielerin
- Rabaud, Henri (1873–1949), französischer Komponist und Dirigent
- Rabaudy, Michel-Joseph-Guillaume de (1784–1837), französischer Marineoffizier
- Rabault, Valérie (* 1973), französische Politikerin (PS)
- Rabausch, Bertha (1874–1940), deutsches Opfer der nationalsozialistischen Rassenhygiene im Rahmen der „Aktion T4“
- Rabaut, Louis C. (1886–1961), US-amerikanischer Politiker
- Rabaut, Paul (1718–1794), französischer evangelischer Prediger, Pfarrer und Kirchenführer

### Rabb
- Rabb, Ivan (* 1997), US-amerikanischer Basketballspieler
- Rabb, Krisztián (* 2001), ungarischer Säbelfechter
- Rabb, Theodore K. (1937–2019), US-amerikanischer Historiker
- Rabba bar bar Chana, jüdischer Schriftgelehrter
- Rabba bar Chana, jüdischer Schriftgelehrter
- Rabbach, Axel (* 1942), deutscher Politiker (CDU), MdA
- Rabbae, Mohamed (1941–2022), niederländischer Politiker und politischer Aktivist
- Rabbah, Amoräer
- Rabbah bar Rab Huna († 322), Amoräer
- Rabban Bar Sauma († 1294), nestorianischer Mönch und Diplomat
- Rabbāni, Burhānuddin (1940–2011), afghanischer Politiker, Führer der afghanischen Dschamiat-i IslamiBurhānuddin Rabbāni (1940–2011)

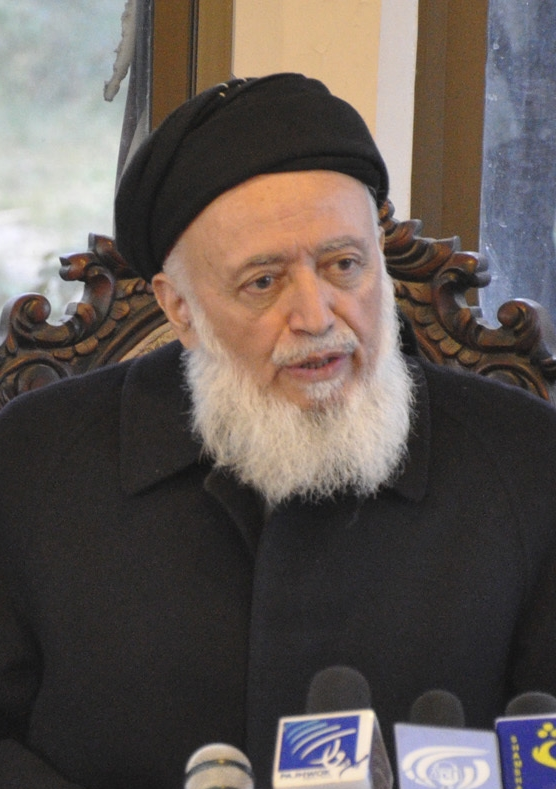
Burhānuddin Rabbāni (1940–2011)

- Rabbani, Faraz (* 1974), pakistanisch-kanadischer islamischer Aktivist und Gelehrter der hanafitischen Rechtsschule des sunnitischen Islam
- Rabbani, Mohammad (1955–2001), Taliban-Mitglied
- Rabbani, Mohsen (* 1983), iranischer Stabhochspringer
- Rabbat, Robert (* 1960), libanesischer Geistlicher, Bischof der Eparchie Erzengel Sankt Michael in Sydney
- Rabbath, François (* 1931), französischer Komponist und Kontrabassist syrischer Herkunft
- Rabbe, Alphonse (1784–1829), französischer Historiker, Journalist, Autor und Kritiker
- Rabbel II., König der Nabatäer
- Rabbel, Wolfgang (* 1957), deutscher Geophysiker und Hochschullehrer
- Rabben, Mascha (* 1942), deutsche Schauspielerin und Fotomodell
- Rabbenu Tam († 1171), französischer jüdischer Gelehrter
- Rabbethge, Erich (1870–1934), deutscher Unternehmer
- Rabbethge, Matthias Christian (1804–1902), deutscher Zuckerrübenzüchter und Zuckerfabrikant
- Rabbethge, Oscar (1880–1965), deutscher Zuckerindustrieller
- Rabbethge, Otto (1874–1935), deutscher Landwirt und Zuckerfabrikbesitzer
- Rabbethge, Renate-Charlotte (1930–2021), deutsche Politikerin (CDU), MdEP
- Rabbi Akiba († 135), Rabbiner des Altertums (Tannait)
- Rabbi Jannai, palästinischer Amoräer
- Rabbi Jischmael, Tannait
- Rabbi Meir, Tannaite
- Rabbi Nachman (1772–1810), chassidischer Zaddik
- Rabbia, Michele (* 1965), italienischer Jazzschlagzeuger
- Rabbinowicz, Jacob (1863–1947), mährischer Rabbiner
- Rabbinowicz, Josef (1817–1869), russischer Schriftsteller und Begründer der ersten russisch-jüdischen Zeitschrift „Rasswjet“ („Morgenröte“, 1860)
- Rabbinowicz, Pinchas Saul (1845–1910), jüdischer Gelehrter, Chowew Zion
- Rabbio, Salvatore (* 1934), US-amerikanischer Schlagwerker
- Rabbit, Wacey (* 1986), kanadischer Eishockeyspieler
- Rabbitt, Eddie (1941–1998), US-amerikanischer Countrymusiker
- Rabbitte, Anne (* 1973), irische Politikerin
- Rabbitte, Pat (* 1949), irischer Politiker, Vorsitzende der irischen Labour Party (2002–2007)
- Rabbitts, Terence (* 1946), englischer Molekularbiologe und Hochschullehrer
- Rabbow, Paul (1867–1956), deutscher Altphilologe
- Rabbula von Edessa, Bischof von Edessa

### Rabc
- Rabcewicz, Ladislaus von (1893–1975), österreichischer Tunnelbaupionier
- Rabczewska, Dorota (* 1984), polnische SängerinDorota Rabczewska (* 1984)

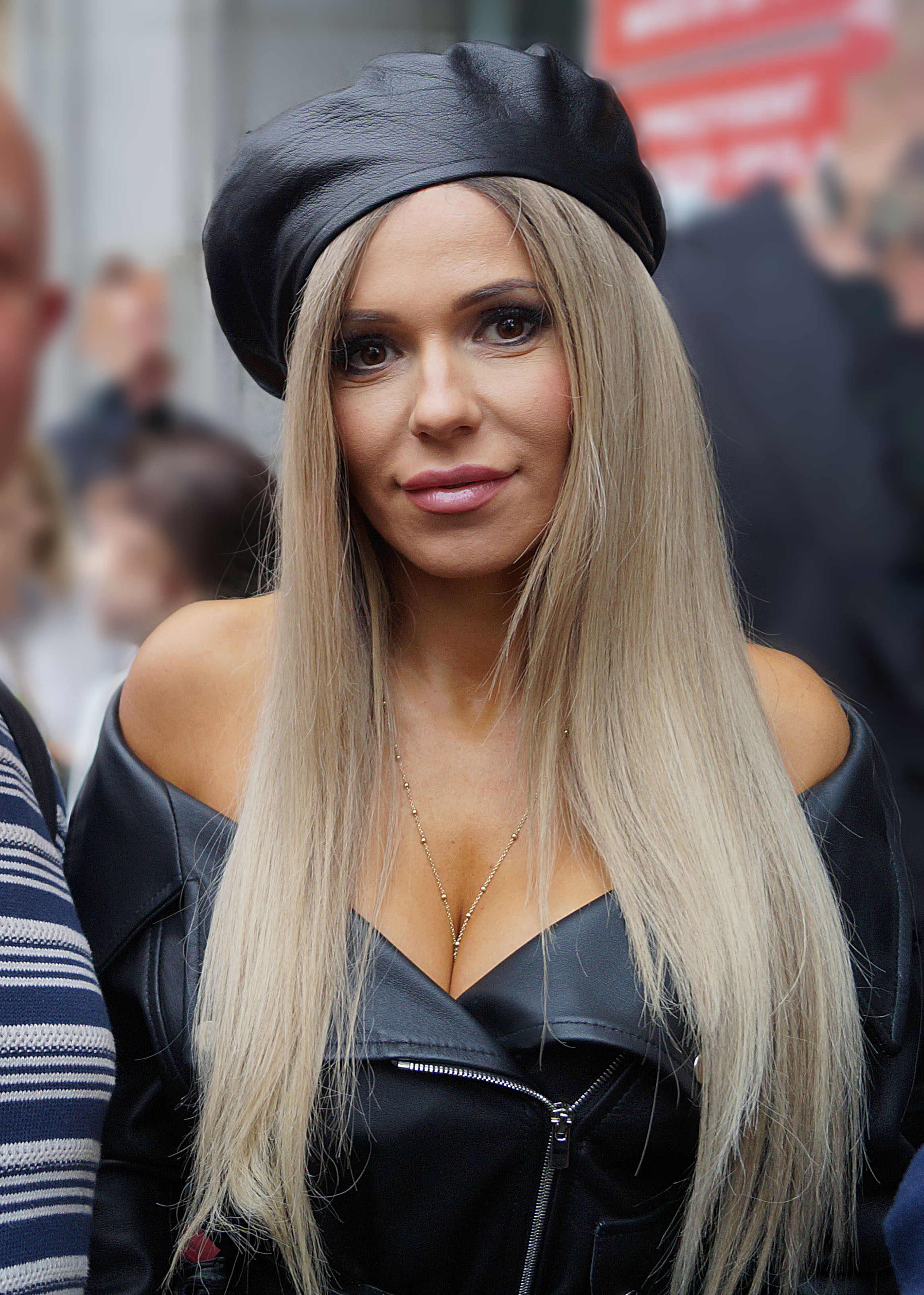
Dorota Rabczewska (* 1984)

- Rabczuk, Katarzyna, polnische Opernsängerin (Sopran)

### Rabe
- Rabe Perplexum (1956–1996), deutsche Malerin und Multi-Media-Performance-Künstlerin
- Rabe von Pappenheim, Alfred Otto von (1808–1851), kurhessischer Offizier und Mitglied der kurhessischen Ständeversammlung
- Rabe von Pappenheim, August Wilhelm von (1759–1826), Hessen-darmstädtischer Generalleutnant, Diplomat
- Rabe von Pappenheim, Christoph Friedrich (1713–1770), Hessen-kasselscher Generalmajor und Oberamtmann des Landgrafen
- Rabe von Pappenheim, Diana (1788–1844), Mätresse des Königs Jérôme Bonaparte von Westphalen
- Rabe von Pappenheim, Emil (1798–1849), hessischer Diplomat
- Rabe von Pappenheim, Friedrich-Carl (1894–1977), deutscher Generalleutnant und Diplomat
- Rabe von Pappenheim, Gottfried (1874–1955), deutscher Landrat des Kreises Kassel und Landeshauptmann von Hessen
- Rabe von Pappenheim, Karl (1847–1918), deutscher Rittergutsbesitzer und Parlamentarier
- Rabe von Pappenheim, Werner (* 1877), deutscher Offizier und Diplomat
- Rabe von Pappenheim, Wilhelm Maximilian (1764–1815), deutscher Gutsbesitzer, Offizier, Hofbeamter
- Rabe, Albrecht, deutscher Amtmann in Plauen
- Rabe, Alexander (* 1975), deutscher Internetexperte und Kommunikationswissenschaftler
- Rabe, Ana María (* 1967), deutsch-spanische Philosophin
- Rabe, Anne (* 1986), deutsche DramatikerinAnne Rabe (* 1986)

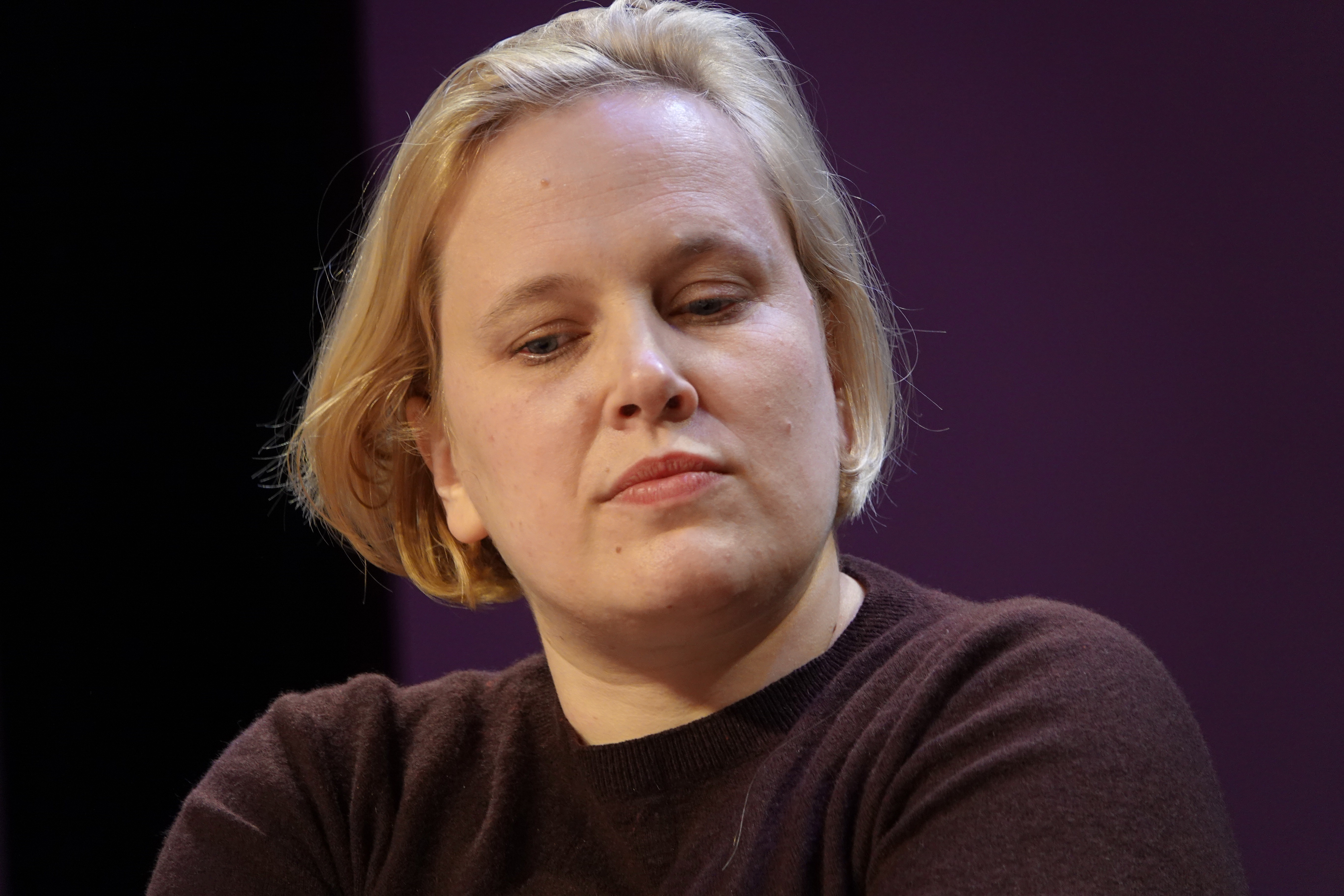
Anne Rabe (* 1986)

- Rabe, Bahne (1963–2001), deutscher Ruderer
- Rabe, Bernd (1927–2001), deutscher Jazzmusiker
- Rabe, Bernd, deutscher Kommunalpolitiker, Sozialdemokrat und Sachbuchautor
- Rabe, Christian Friedrich (1837–1898), deutscher Tierarzt
- Rabe, David (* 1940), US-amerikanischer Dramatiker und Drehbuchautor
- Rabe, Edmund (1815–1902), deutscher Schlachten-, Historien- und Genremaler sowie Lithograph
- Rabe, Eduard (1844–1920), Senator der Hansestadt Lübeck
- Rabe, Emil (1920–2013), deutscher Musiklehrer, Komponist und Kirchenmusiker
- Rabe, Ernst-August (1917–1988), deutscher Dachdecker und Politiker (LDPD), MdV
- Rabe, Folke (1935–2017), schwedischer Komponist und Jazzposaunist
- Rabe, Franz (1929–1996), deutscher Neurologe und Epileptologe
- Rabe, Fred (* 1996), deutscher Sänger, Gitarrist und PerkussionistFred Rabe (* 1996)

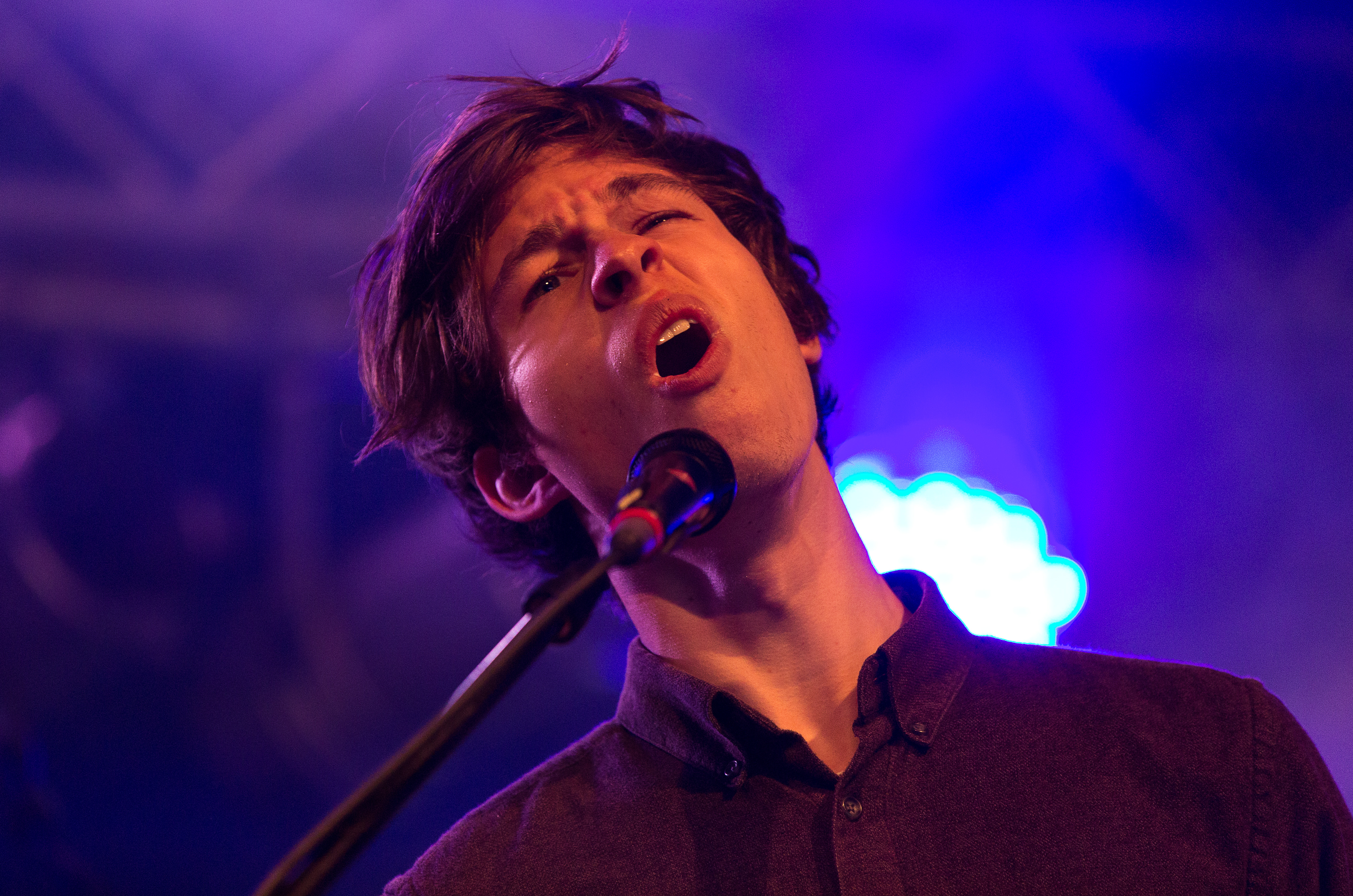
Fred Rabe (* 1996)

- Rabe, Friedrich (1840–1906), deutscher Verwaltungsjurist und Landrat
- Rabe, Friedrich (* 1941), deutscher Politiker (SED, PDS), MdL
- Rabe, Fritz (1884–1977), deutscher Mediziner und Hochschullehrer
- Rabe, Hanna (* 1988), deutsche Harfenistin
- Rabe, Hanns-Gerd (1895–1986), deutscher Kunstkritiker, Offizier der Luftstreitkräfte, Autor und Lehrer
- Rabe, Hans-Jürgen (1935–2014), deutscher Anwalt und Rechtswissenschaftler
- Rabe, Heinrich Albrecht († 1852), deutscher Industrieller und Baumwollfabrikant
- Rabe, Heinz (1921–1990), deutscher Schauspieler und Hörspielsprecher
- Rabe, Horst (1930–2022), deutscher Historiker
- Rabe, Hugo (1867–1932), deutscher Klassischer Philologe
- Rabe, Irnfried (* 1943), deutscher Kommunalpolitiker (FDP), ehemaliger Bürgermeister von Northeim
- Rabe, Johann (1672–1748), deutscher evangelischer Pastor und Autor
- Rabe, Johann (1887–1937), deutscher Landwirt und Politiker
- Rabe, Johann Jacob (1710–1798), Stadtpfarrer in Ansbach und Übersetzer
- Rabe, Johannes (1821–1894), deutscher Maler
- Rabe, Johannes E. (1838–1924), deutscher Heimatdichter
- Rabe, John (1882–1950), deutscher Kaufmann und humanitärer Wohltäter in ChinaJohn Rabe (1882–1950)

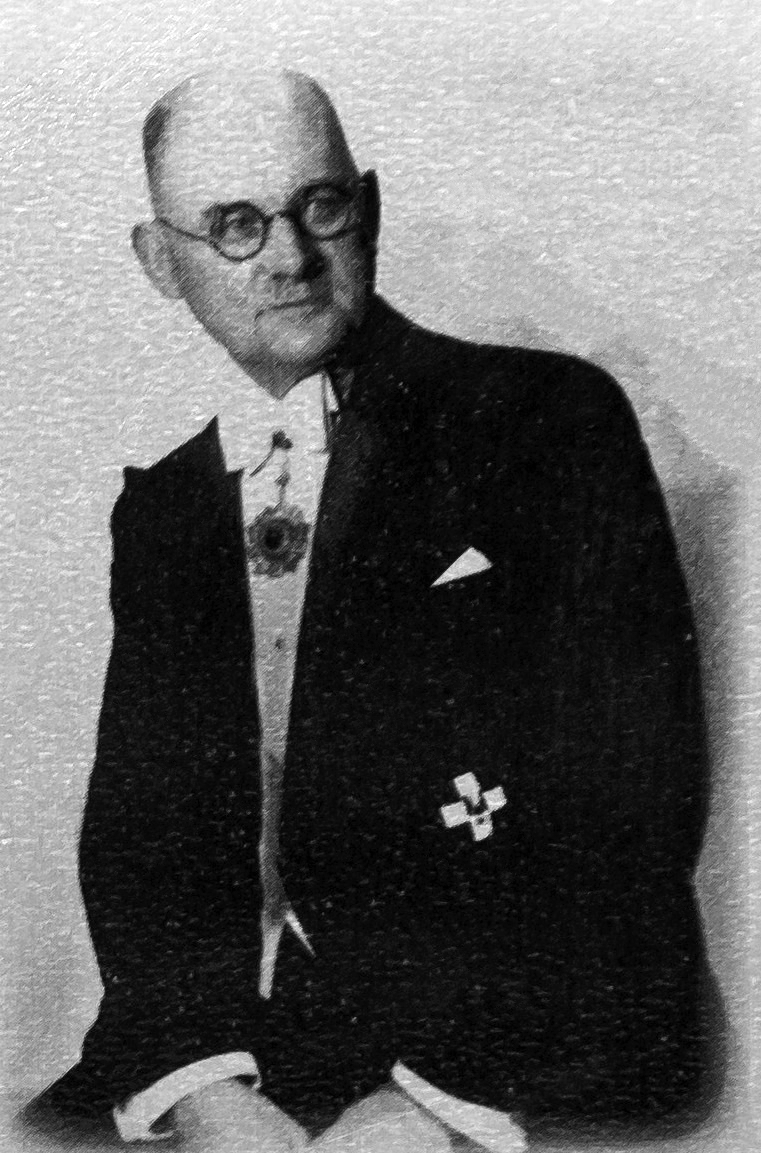
John Rabe (1882–1950)

- Rabe, Jürgen P. (* 1955), deutscher Physiker, Material- und Nanowissenschaftler
- Rabe, Jutta (* 1955), deutsche Journalistin und Autorin
- Rabe, Karin (* 1954), schwedische Orientierungsläuferin
- Rabe, Karl (1886–1945), deutscher Lehrer und Politiker (Waldeckischer Volksbund)
- Rabe, Karl (1895–1968), österreichischer Konstrukteur für Porsche
- Rabe, Karl (1905–1989), deutscher SS-Obersturmbannführer
- Rabe, Karl von (1843–1921), preußischer Oberst und Abgeordneter
- Rabe, Katja (* 1978), deutsche Triathletin
- Rabe, Klaus F. (* 1957), deutscher Wissenschaftler und Mediziner mit den Fachgebieten Innere Medizin, Allergologie, Pneumologie
- Rabe, Lily (* 1982), US-amerikanische Schauspielerin
- Rabe, Manfred (* 1942), deutscher Fußballspieler und -trainer
- Rabe, Margarete (* 1923), deutsche Aufseherin im KZ Ravensbrück und KZ Uckermark
- Rabe, Martin Friedrich (1775–1856), deutscher Architekt, preußischer Baubeamter und Hochschullehrer
- Rabe, Oliver (* 1972), deutscher Landespfleger und politischer Beamter
- Rabe, Paul (1656–1713), deutscher Philologe und Philosoph
- Rabe, Paul (1869–1952), deutscher Chemiker
- Rabe, Paul Arthur (1903–1976), deutscher Politiker (NSDAP), MdR und SA-Führer
- Rabe, Peter (1951–2018), deutscher Politiker (SPD), MdL
- Rabe, Rudolf von (1805–1883), preußischer Beamter und Minister
- Rabe, Sascha (* 1985), deutscher Eiskunstläufer
- Rabe, Siegfried (1925–2013), deutscher Autor, Synchronautor und Dialogregisseur
- Rabe, Sira, Schriftstellerin
- Rabe, Thomas (* 1951), deutscher Gynäkologe, Hochschullehrer und Autor
- Rabe, Thomas (* 1965), deutscher Manager, Vorstandsvorsitzender von Bertelsmann, Vorstandsvorsitzender der RTL GroupThomas Rabe (* 1965)

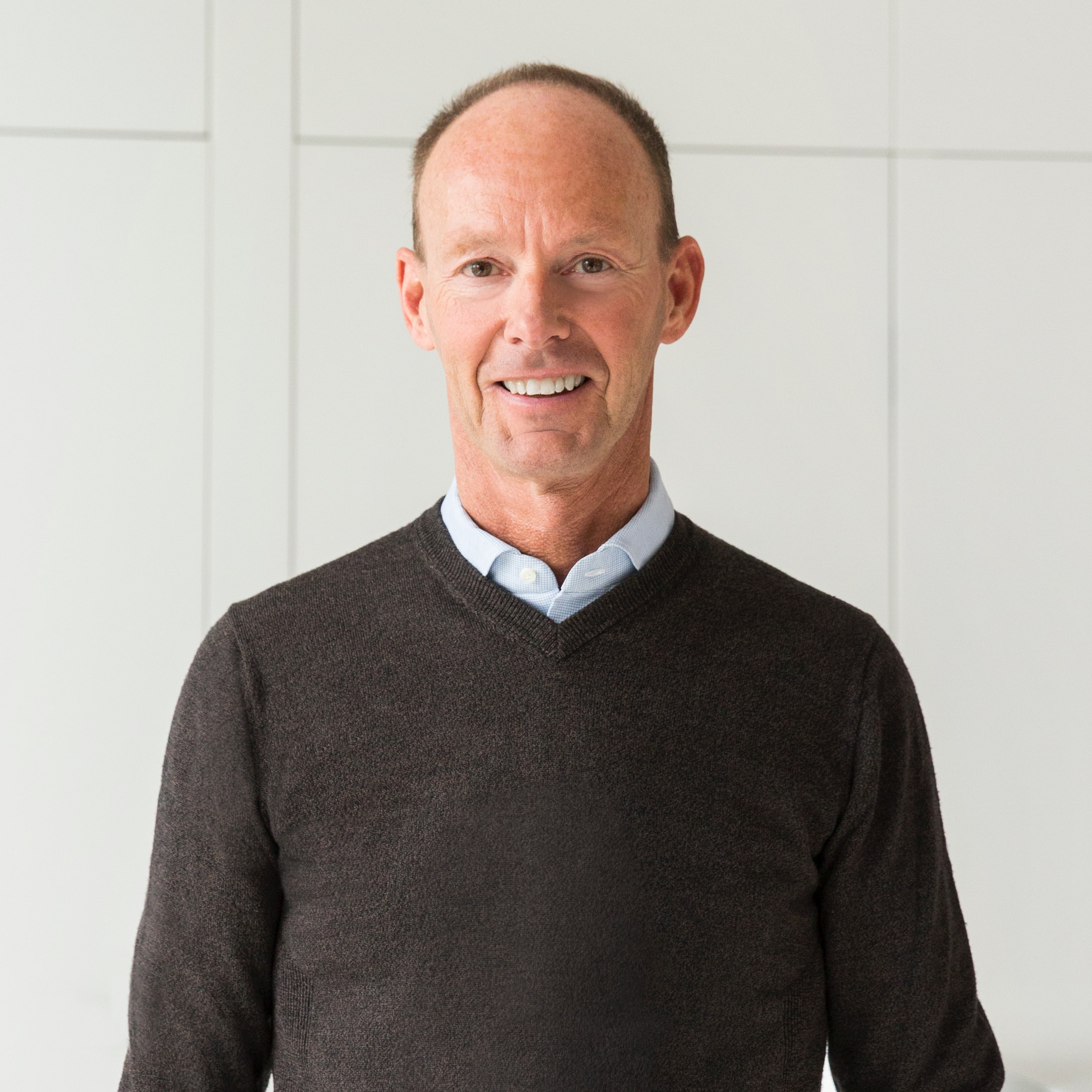
Thomas Rabe (* 1965)

- Rabe, Ties (* 1960), deutscher Politiker (SPD), MdHB
- Rabe, Walter (1936–2021), deutscher Künstler, Zeichner, Grafiker und Hochschullehrer
- Rabe, Wilhelm (1876–1958), deutscher Radrennfahrer
- Rabe, Wilhelm F. (1893–1958), deutscher Astronom
- Rabe-Kleberg, Ursula (* 1948), deutsche Bildungssoziologin
- Rabearivelo, Jean-Joseph (1901–1937), madagassischer Schriftsteller
- Rabeh, Youssef (* 1985), marokkanischer Fußballspieler
- Rabehl, Bernd (* 1938), deutscher Autor und SozialwissenschaftlerBernd Rabehl (* 1938)

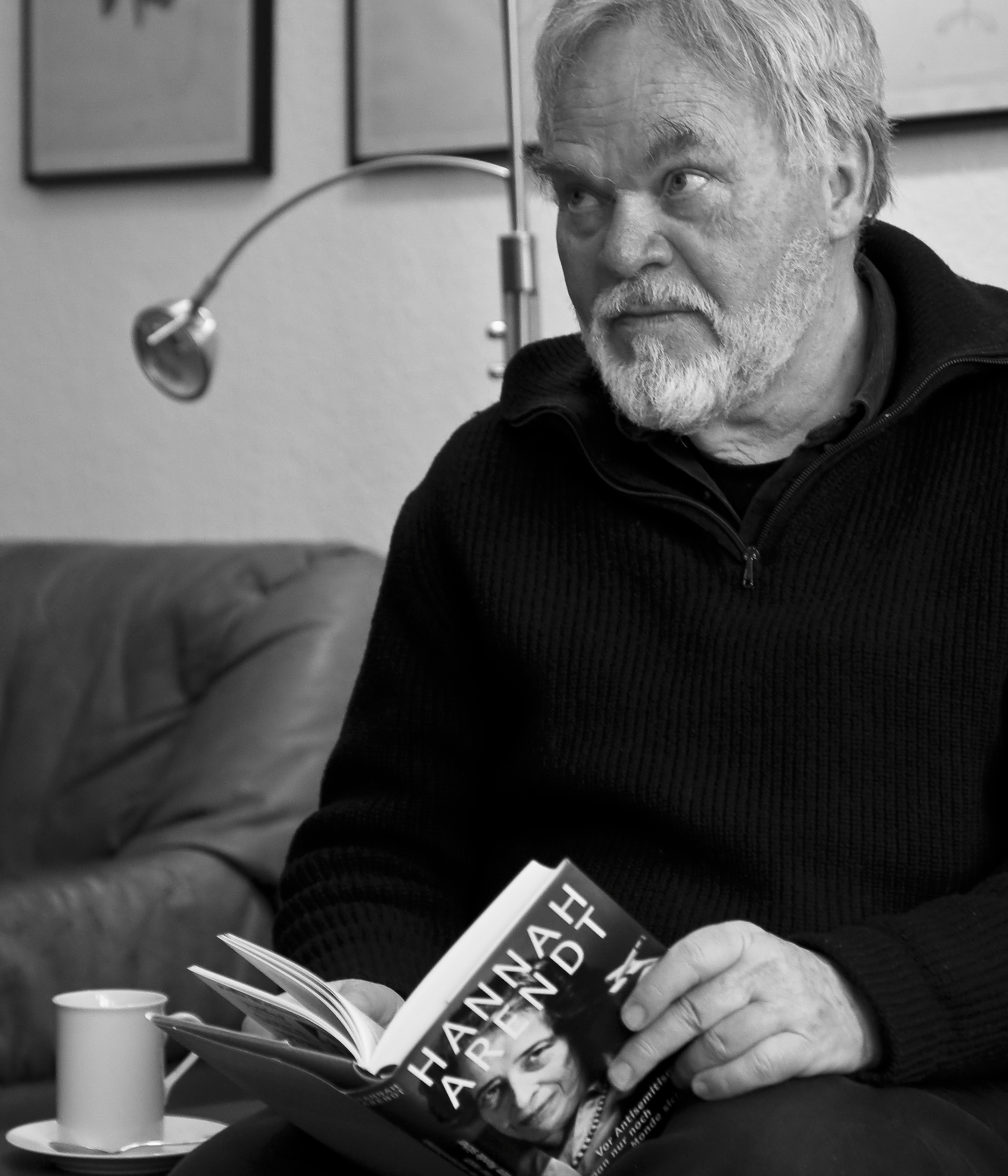
Bernd Rabehl (* 1938)

- Rabeï, Réda (* 1994), französischer Fußballspieler
- Rábek, František (* 1949), slowakischer römisch-katholischer Geistlicher, emeritierter Militärbischof der Slowakei
- Rabel, Ernst (1874–1955), Rechtsgelehrter, wird als der Begründer der Rechtsvergleichung in Deutschland angesehen
- Rabel, Fanny (1922–2008), polnisch-mexikanische Malerin
- Rabel, Franz (1803–1847), österreichischer Pianist
- Rabel, Gabriele (1880–1963), österreichische Botanikerin, Physikerin, Philosophin
- Räbel, Hans (1872–1941), deutscher Politiker
- Rabelais, Akira (* 1966), US-amerikanischer Musiker, Komponist und Softwareentwickler
- Rabelais, François († 1553), Arzt, Schriftsteller der französischen Renaissance
- Rabelbauer, Bela (1934–2023), österreichischer Unternehmer und Skandalträger mit hohem Medieninteresse
- Rabeler, Gustav (1900–1957), deutscher Politiker (SRP), MdL
- Rabeling, Heinrich (1890–1956), deutscher Politiker (NSDAP), Oberbürgermeister der Stadt Oldenburg (1933–1945)
- Rabell, Malkah (1918–2001), polnische Schriftstellerin, Romanautorin und Theaterkritikerin
- Rabello, Bryan (* 1994), chilenischer Fußballspieler
- Rabello, Luciana (* 1961), brasilianische Cavaquinhospielerin und Komponistin
- Rabelo, Derek (* 1992), brasilianischer Surfer
- Rabemahafaly, Fulgence (* 1951), madagassischer Geistlicher, Erzbischof von Fianarantsoa
- Rabemananjara, Charles (* 1947), madagassischer Politiker, Premierminister von Madagaskar
- Rabemananjara, Jacques (1913–2005), madagassischer Politiker
- Raben, August (1892–1940), deutscher Freikorpsführer
- Raben, David von, deutscher Hofbeamter
- Raben, Ernst von (1877–1924), deutscher Offizier
- Raben, Friedrich (1854–1913), deutsch-dänischer Kaufmann und Unternehmer
- Raben, Hans-Jürgen (1943–2023), deutscher Autor auf den Gebieten Krimi, Horror und Science-Fiction
- Raben, Jens (1880–1960), dänischer Prähistoriker und Museumsdirektor
- Raben, Peer (1940–2007), deutscher Filmkomponist
- Raben, Peter (1661–1727), dänischer Admiral
- Raben-Levetzau, Frederik (1850–1933), dänischer Diplomat und Außenminister
- Rabenala, Toussaint (* 1965), madagassischer Leichtathlet
- Rabenald, Nico (* 1969), deutscher Musiktheaterregisseur, Autor und Übersetzer
- Rabenalt, Arthur Maria (1905–1993), deutscher Filmregisseur
- Rabenalt, Peter (1937–2024), deutscher Filmkomponist und -wissenschaftler
- Rabenau, Alexander von (1845–1923), deutscher Heimatforscher
- Rabenau, Carl Heinrich Adolf von (1740–1791), preußischer Landrat
- Rabenau, Dithard von (* 1943), deutscher Karikaturist
- Rabenau, Eduard von (1796–1881), sächsischer Richter und Politiker; Dompropst in Naumburg
- Rabenau, Eitel-Friedrich von (1884–1959), deutscher evangelischer Theologe und Pastor
- Rabenau, Friedrich von (1884–1945), deutscher General der Artillerie, Theologe und MilitärhistorikerFriedrich von Rabenau (1884–1945)

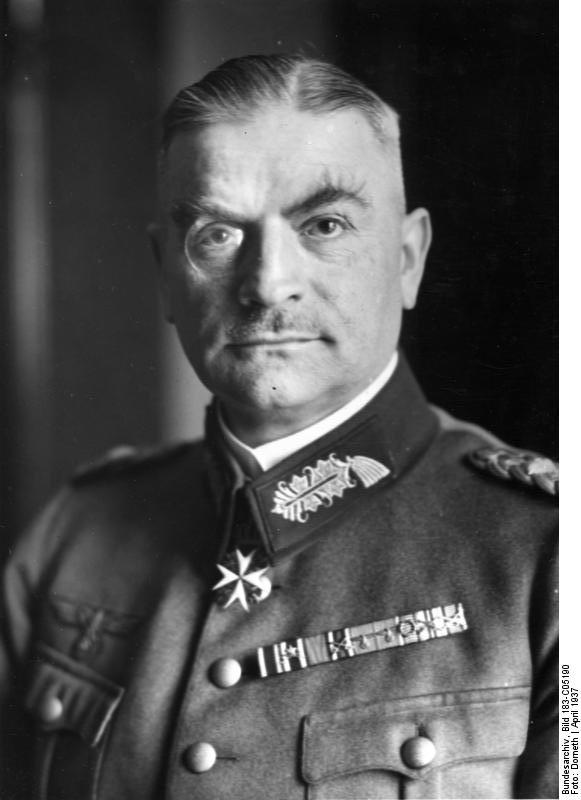
Friedrich von Rabenau (1884–1945)

- Rabenau, Hellmuth von (1885–1970), deutscher Fregattenkapitän und Leiter der Chiemsee-Yachtschule
- Rabenau, Hugo von (1845–1921), deutscher Lehrer und Botaniker
- Rabenau, Karl von (1845–1908), Präsident der Eisenbahndirektion Mainz
- Rabenau, Konrad von (1924–2016), deutscher Theologe, Einbandforscher und Kommunalpolitiker
- Rabenau, Siegfried von (* 1953), deutscher Politiker (SPD), MdL
- Rabending, Fritz Wilhelm (1862–1929), österreichischer Landschaftsmaler
- Rabending, Günter (1931–2023), deutscher Neurologe, Epileptologe und Hochschullehrer
- Rabeneck, Friedrich (1905–1977), deutscher Kaufmann und SS-Führer
- Rabeneck, Johannes (1874–1960), deutscher Geistlicher und Dogmatiker
- Rabener, Gottlieb Wilhelm (1714–1771), deutscher Schriftsteller und Publizist der Aufklärung
- Rabener, Johann Gebhard (1632–1701), deutscher Hof- und Justizrat
- Rabener, Justus Gotthard (1688–1731), deutscher Prediger und Autor
- Rabener, Justus Gottlieb (1680–1735), deutscher Jurist
- Rabengut, Natalie (* 1985), deutsche Schriftstellerin
- Rabenhaupt, Carl von (1602–1675), böhmischer Adliger
- Rabenhaupt, Manfred (* 1983), österreichischer Fußballspieler
- Rabenhold, Rolf (* 1954), deutscher Fußballtorwart
- Rabenhorst, Adolf von (1846–1925), sächsischer General der Artillerie
- Rabenhorst, Bernhard von (1801–1873), sächsischer General der Infanterie, Kriegsminister
- Rabenhorst, Ernst-Peter (* 1940), deutscher Diplomat, Botschafter der DDR
- Rabenhorst, Gottlob Ludwig (1806–1881), deutscher Botaniker
- Rabenhorst, Marcus (* 1984), deutscher Fußballspieler und Fußballtrainer
- Rabenhorst, Uwe (1933–2018), deutscher Ingenieur, Hochschullehrer und -rektor
- Rabenirina, Remi (* 1938), anglikanischer Bischof von Antananarivo und Erzbischof der Church of the Province of the Indian Ocean
- Rabenius, Nils (1648–1717), schwedischer Pfarrer
- Rabenlechner, Michael Maria (1868–1952), österreichischer Literaturhistoriker, Lyriker und Gymnasiallehrer
- Rabenschlag, Friedrich (1902–1973), deutscher Chorleiter
- Rabenschlag, Thomas (* 1951), deutscher Musiker, Pianist, Komponist, Arrangeur, Sänger, Kabarettist und Pädagoge
- Rabenstein, Christoph (* 1952), deutscher Politiker (SPD), MdL
- Rabenstein, Ernst (1903–1981), deutscher Politiker (FDP), MdL Bayern
- Rabenstein, Rainer (1927–2018), deutscher Pädagoge und Hochschullehrer
- Rabenstein, Reinhold (* 1948), österreichischer Autor, Trainer, Coach und Berater
- Rabenstein, Rüdiger (1944–2004), deutscher Sportwissenschaftler
- Rabensteiner zu Döhlau, Heinrich, deutscher Adliger, Mitglied im Deutschen Orden, Komtur, Ordensmarschall und Großspittler
- Rabensteiner zu Döhlau, Konrad († 1521), deutscher Adliger, Amtmann
- Rabensteiner, Alberich (1875–1945), Zisterzienser und Prior
- Rabensteiner, Augustin (1847–1920), österreichischer Benediktiner
- Rabensteiner, Dagmar (* 1963), österreichische Langstreckenläuferin, Sportärztin und Internistin
- Rabensteiner, Eduard der Ältere (1839–1905), österreichischer Tänzer
- Rabensteiner, Fabian (* 1990), italienischer Mountainbiker
- Rabensteiner, Hannes (* 1984), italienischer Politiker (Südtirol)
- Rabensteiner, Udo (* 1958), österreichischer Bildhauer und Zeichner
- Rabente, Jan Philipp (* 1987), deutscher Hockeyspieler
- Rabeony, Fulgence (* 1945), madagassischer Ordensgeistlicher, emeritierter römisch-katholischer Erzbischof von Toliara
- Räber, Albert (1901–1990), Schweizer Politiker (SP)
- Raber, Dieter (1938–2023), deutscher Fußballspieler
- Raber, Ernst (1808–1852), deutscher Arzt und Parlamentarier
- Raber, Fritz (* 1940), österreichischer Rechtswissenschaftler
- Räber, Hans (1918–2008), Schweizer Kynologe
- Raber, Ingrid (* 1946), deutsche Politikerin (SPD)
- Raber, Johann Georg (1764–1830), deutscher Maler und Kupferstecher
- Räber, Joseph (1860–1934), Schweizer Verleger der katholischen Presse und Buchdrucker
- Räber, Joseph (1872–1934), Schweizer Richter und Politiker (Konservative Volkspartei)
- Räber, Ludwig (1912–1976), Schweizer Benediktiner
- Räber, Martin (* 1957), Handballspieler und -trainer
- Raber, Maximilian (* 1992), deutscher Politiker (SPD), MdL
- Raber, Otto (1900–1951), österreichischer Politiker (NSDAP), MdR
- Raber, Sari (* 1986), kanadische Fußballspielerin
- Räber, Urs (* 1958), Schweizer Skirennläufer
- Raber, Vigil, österreichischer Maler
- Råberg, Bruno (* 1954), schwedischer Jazzmusiker (Kontrabass) und Hochschullehrer
- Raberg, Frank (* 1964), deutscher Historiker und Politologe
- Raberger, Walter (1939–2021), österreichischer römisch-katholischer Theologe
- Rabes, Max (1868–1944), deutscher Landschafts- und Porträtmaler
- Rabesahala, Gisèle (1929–2011), madagassische Politikerin und Aktivistin
- Rabésandratana, Éric (* 1972), madagassischer Fußballspieler
- Rabeson, Tony (* 1958), madagassischer Jazzschlagzeuger
- Rabestein, Gertrud (1903–1974), deutsche Aufseherin im KZ Ravensbrück

### Rabh
- Rabhansl, Karin (* 1986), deutsche Liedermacherin
- Rabhi, Pierre (1938–2021), französischer Schriftsteller, Landwirt und Umweltschützer

### Rabi
- Rabīʿ al-Madchalī (1933–2025), islamischer Rechtswissenschaftler, Gründer der Salafi-Bewegung des Madchalismus
- Rabi, Isidor Isaac (1898–1988), US-amerikanischer PhysikerIsidor Isaac Rabi (1898–1988)
- Rabi'a, Sängersklavin

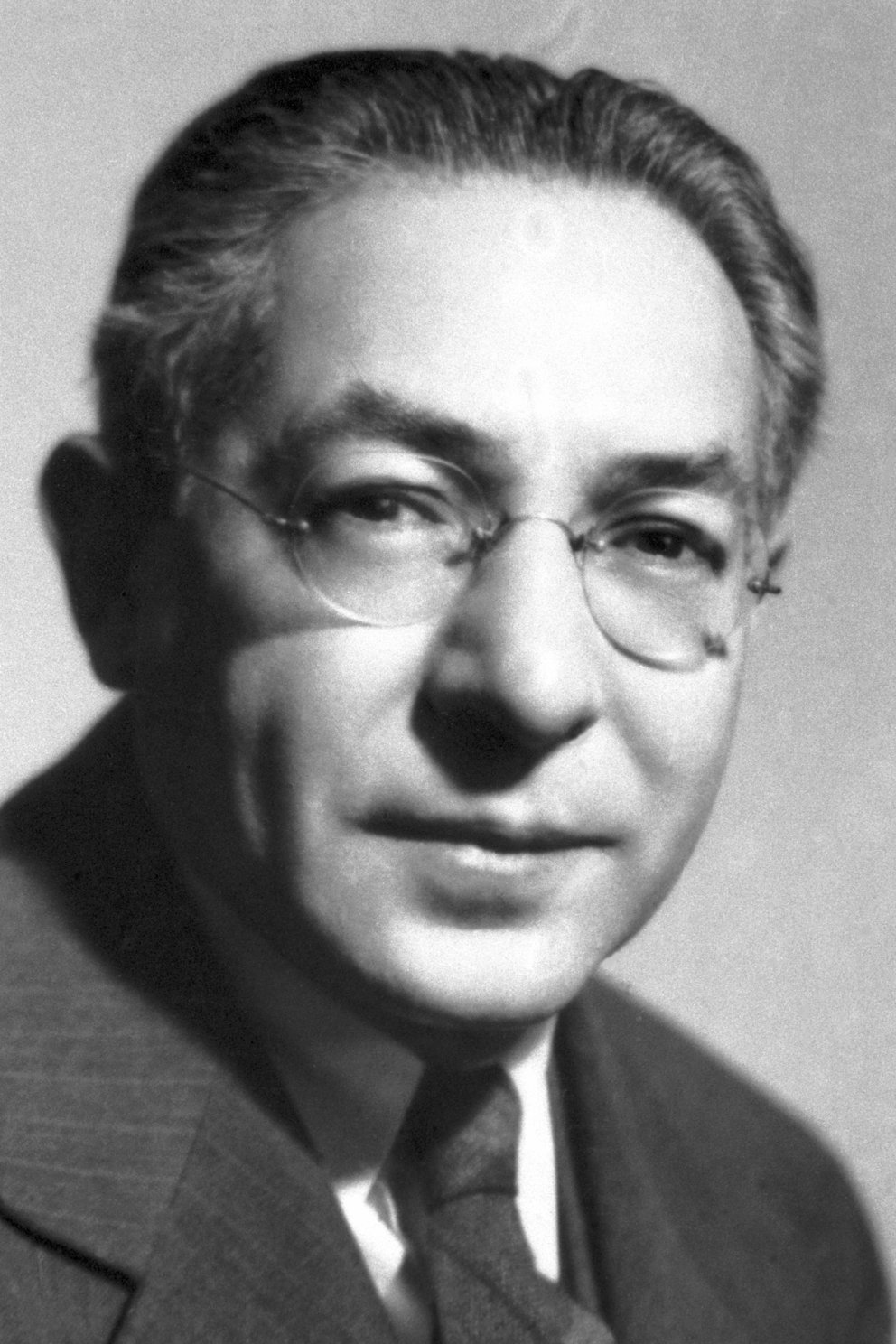
Isidor Isaac Rabi (1898–1988)

- Rābiʿa al-ʿAdawiyya al-Qaysiyya († 801), islamische Mystikerin
- Rabia Bala Hatun (1258–1324), Ehefrau des osmanischen Sultans Osman I.
- Rābi'a bint Ka'b, persische Dichterin
- Rabi’a, Abu Hamza (1967–2005), ägyptischer Terrorist
- Rabia, Kamel (* 1983), algerischer Leichtathlet
- Rabia, Rami (* 1993), ägyptischer Fußballspieler
- Rabič, Urška (* 1985), slowenische Skirennläuferin
- Rabich, Ernst (1856–1933), deutscher Chordirigent, Organist, Komponist, Musikpädagoge und Musikschriftsteller
- Rabich, Franz (1879–1949), deutscher Verwaltungsjurist und Bezirksoberamtmann
- Rabich, Reinhold (1902–1974), deutscher Bauingenieur
- Rabie, Jan (1920–2001), südafrikanischer Schriftsteller
- Rabie, Johann (* 1987), südafrikanischer Straßenradrennfahrer
- Rabie, Mari (* 1986), südafrikanische Triathletin
- Rabiega, Robert (* 1971), deutscher Schachspieler
- Rabiega, Vincent (* 1995), polnischer Fußballspieler
- Rabiej, Józef (1911–1974), polnischer Wissenschaftler, Professor für Elektrotechnik, Hochschullehrer
- Rabiel, Christian Gottlieb Ludwig von (1729–1805), preußischer Generalmajor, Kommandant der Festung Glatz
- Rabien, Heinrich (1843–1913), deutscher Kommunalpolitiker
- Rabien, Henrik (* 1971), deutscher Fagottist
- Rabier, Jean (1927–2016), französischer Kameramann
- Rabier, Jean-Paul (* 1955), französischer Fußballspieler und -trainer
- Räbiger, Colin (* 1994), deutscher Handballspieler
- Räbiger, Gerhard (1916–1992), deutscher Feuerwerker und Polizist
- Räbiger, Julius Ferdinand (1811–1891), deutscher evangelischer Theologe und Hochschullehrer
- Räbiger, Phil (* 1990), deutscher Handballspieler
- Räbiger, Sebastian (* 1975), deutscher Rechtsextremist, Vorsitzender der verbotenen Heimattreuen Deutschen Jugend
- Rabih az-Zubayr († 1900), Kriegsherr und Herrscher im Bereich des Tschad-See
- Rabih, Riahi (1912–1946), französischer Fußballspieler
- Rabihic, Kasim (* 1993), deutscher Fußballspieler
- Rabihou, Amadou (* 1984), kamerunischer Fußballspieler
- Rabii, Mohammed (* 1993), marokkanischer Boxer
- Rabikauskas, Paulius (1920–1998), litauischer Theologe und Kirchenhistoriker
- Rabikovich, Dalia (1936–2005), israelische Dichterin und Friedensaktivistin
- Rabin, Benjamin J. (1896–1969), US-amerikanischer Jurist und Politiker
- Rabin, Chaim (1915–1996), israelischer Hebraist, Sprachwissenschaftler und Hochschullehrer
- Rabin, Ester (1887–1978), deutsch-israelische Schriftstellerin
- Rabin, Israel (1882–1951), russisch-deutscher Historiker
- Rabin, Jitzchak (1922–1995), israelischer General und Politiker, FriedensnobelpreisträgerJitzchak Rabin (1922–1995)

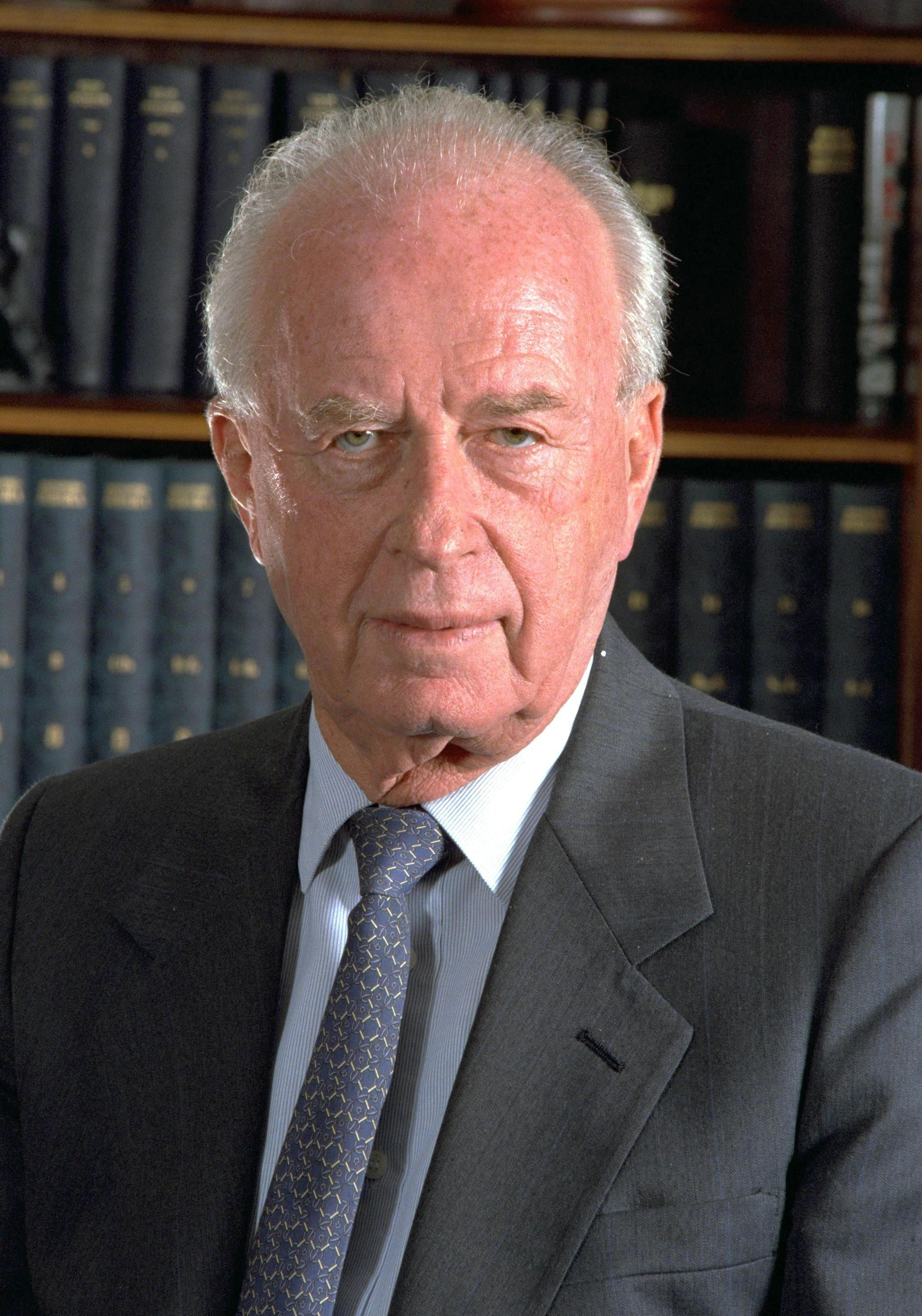
Jitzchak Rabin (1922–1995)

- Rabin, Leah (1928–2000), israelische Politikerin und Ehefrau von Jitzchak Rabin
- Rabin, Matthew (* 1963), US-amerikanischer Wirtschaftswissenschaftler
- Rabin, Michael (1936–1972), US-amerikanischer Violinist
- Rabin, Michael O. (* 1931), israelischer Informatiker im Bereich der Kryptologie
- Rabin, Monique (* 1954), französische Politikerin, Mitglied der Nationalversammlung
- Rabin, Oscar (1899–1958), britischer Jazz- und Unterhaltungsmusiker (Geige, später Basssaxophon)
- Rabin, Tal (* 1962), US-amerikanische Informatikerin und Hochschullehrerin
- Rabin, Trevor (* 1954), südafrikanischer Rockmusiker und -komponistTrevor Rabin (* 1954)

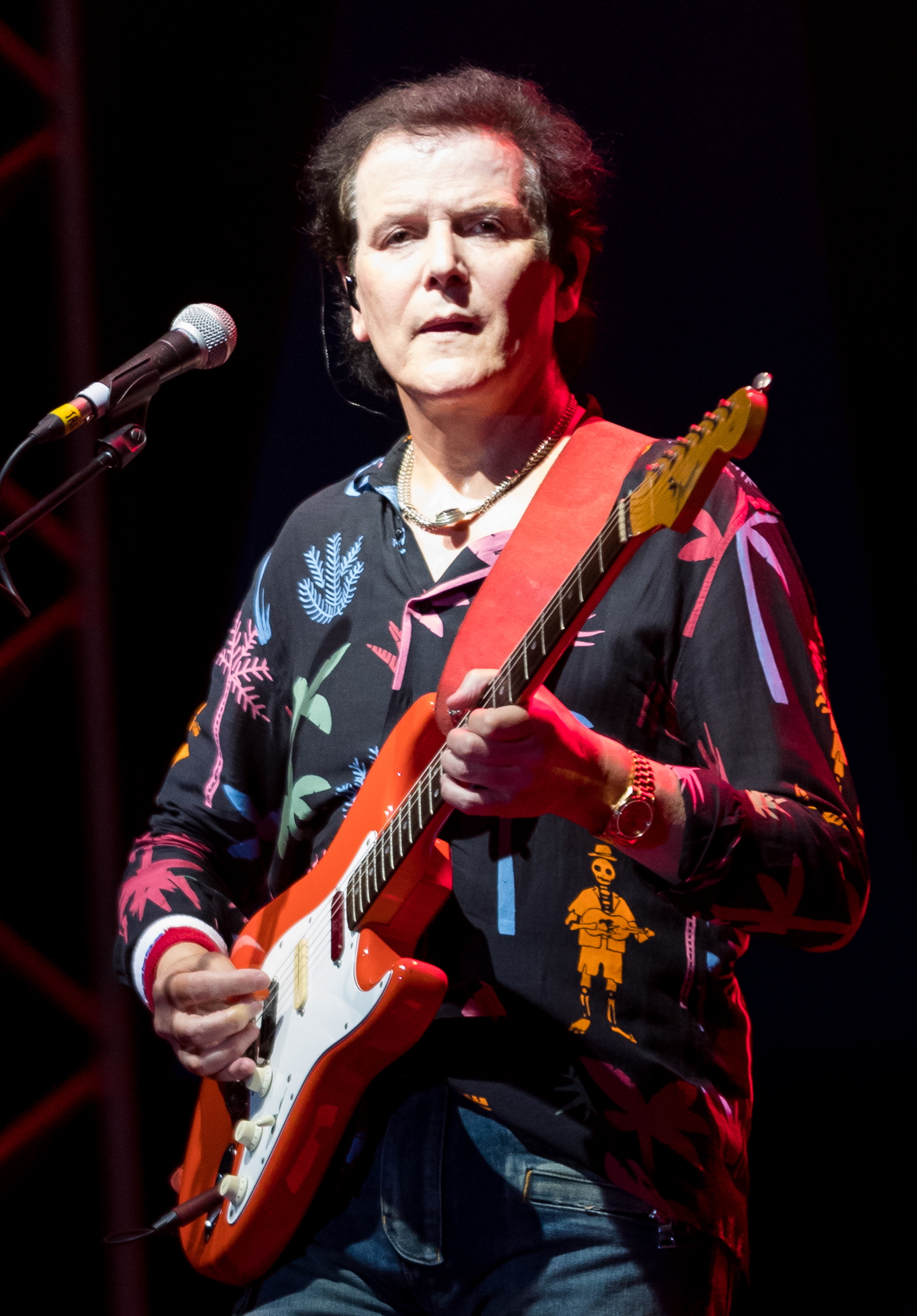
Trevor Rabin (* 1954)

- Rabin-Lieberman, Inbal (* 1998), israelische Frau
- Rabin-Pelossof, Dalia (* 1950), israelische Politikerin
- Rabina I., Amoräer
- Rabina II., Amoräer
- Rabinbach, Anson (1945–2025), US-amerikanischer Neuzeithistoriker
- Rabiner, Lawrence (* 1943), US-amerikanischer Informatiker
- Rabini, Hubert (1933–1995), deutscher Landrat des Landkreises Oberallgäu
- Rabino, Giovanni Battista (1931–2020), italienischer Politiker und Gewerkschaftsfunktionär
- Rabino, Renzo (* 1997), uruguayischer Fußballspieler
- Rabinof, Benno (1910–1975), amerikanischer Violinist
- Rabinovich, Itamar (* 1942), israelischer Historiker und Diplomat
- Rabinovici, Doron (* 1961), israelisch-österreichischer Historiker und SchriftstellerDoron Rabinovici (* 1961)

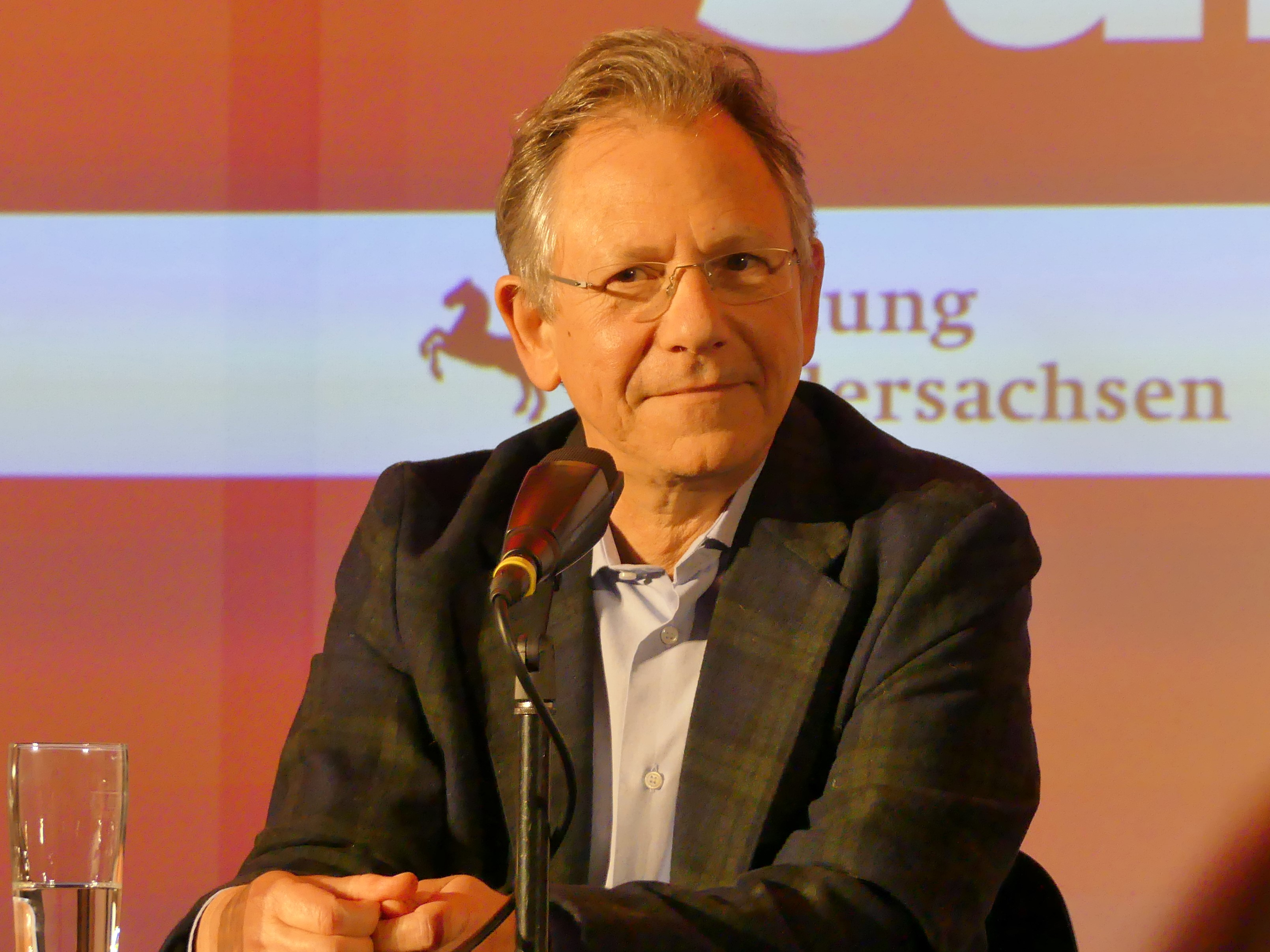
Doron Rabinovici (* 1961)

- Rabinovici, Suzanne-Lucienne (1932–2019), österreichische Holocaustzeugin und Autorin
- Rabinovitch, Benton Seymour (1919–2014), kanadischer Chemiker
- Rabinovitch, Gregor (1884–1958), russisch-schweizerischer Grafiker und Karikaturist
- Rabinovitch, Nachum Elieser (1928–2020), israelischer Rabbiner
- Rabinovitch, Shmuel (* 1970), israelischer orthodoxer Rabbiner und Rabbiner der Klagemauer
- Rabinow, Paul (1944–2021), US-amerikanischer Anthropologe
- Rabinowich, Julya (* 1970), österreichische Schriftstellerin
- Rabinowicz, Oskar K. (1902–1969), tschechoslowakischer Zionist
- Rabinowitch, Alexander (* 1934), US-amerikanischer Historiker
- Rabinowitch, David (* 1943), kanadisch-deutscher Bildhauer und Zeichner
- Rabinowitch, Eugene (1901–1973), US-amerikanischer Chemiker und Biophysiker
- Rabinowitch, Royden (* 1943), kanadisch-belgischer Bildhauer und Zeichner
- Rabinowitsch, Adolf Josifowitsch (1893–1942), ukrainisch-russischer Chemiker, Physikochemiker, Kolloidchemiker und Hochschullehrer
- Rabinowitsch, Astrit (* 1953), deutsche Politikerin (Die Linke)
- Rabinowitsch, Gregor (1887–1953), international tätiger Filmproduzent russischer Herkunft
- Rabinowitsch, Ilja Leontjewitsch (1891–1942), russisch-sowjetischer Schachspieler
- Rabinowitsch, Isaak Moissejewitsch (1886–1977), sowjetischer Bauingenieur
- Rabinowitsch, Sara (* 1880), russisch-jüdische Volkswirtin
- Rabinowitsch-Barakowski, Alexander Iljitsch (* 1945), sowjetisch-russischer Komponist
- Rabinowitsch-Kempner, Lydia (1871–1935), deutsche MikrobiologinLydia Rabinowitsch-Kempner (1871–1935)

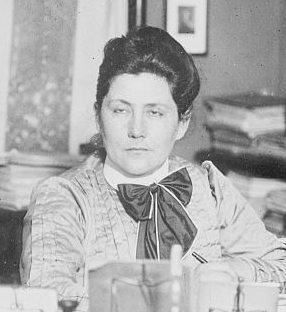
Lydia Rabinowitsch-Kempner (1871–1935)

- Rabinowitz, Alan (1953–2018), US-amerikanischer Mammaloge und Naturschützer
- Rabinowitz, Dan (* 1954), israelischer Sozialanthropologe
- Rabinowitz, David, US-amerikanischer Drehbuchautor und Filmproduzent
- Rabinowitz, David Lincoln (* 1960), US-amerikanischer Astronom
- Rabinowitz, Jay, US-amerikanischer Filmeditor
- Rabinowitz, Jehoschua (1911–1979), israelischer Politiker
- Rabinowitz, Joseph (1837–1899), messianischer Jude
- Rabinowitz, Judy (* 1958), US-amerikanische Skilangläuferin
- Rabinowitz, Louis M. (1887–1957), amerikanischer Unternehmer und Philanthrop
- Rabinowitz, Michael (* 1955), US-amerikanischer Jazz-Musiker
- Rabinowitz, Paul (* 1939), US-amerikanischer Mathematiker
- Rabinowitz, Philip (1904–2008), südafrikanischer Leichtathlet
- Rabinowitz, Raphael Nathan (1835–1888), russischer Talmudgelehrter
- Rabinowitz, Renee (1934–2020), israelische Psychologin und Juristin
- Rabinowytsch, Wadym (* 1953), ukrainisch-israelischer Oligarch, Geschäftsmann und der Vorsitzende der jüdischen Gemeinde in der Ukraine
- Rabinyan, Dorit (* 1972), israelische Schriftstellerin
- Rabiot, Adrien (* 1995), französischer FußballspielerAdrien Rabiot (* 1995)

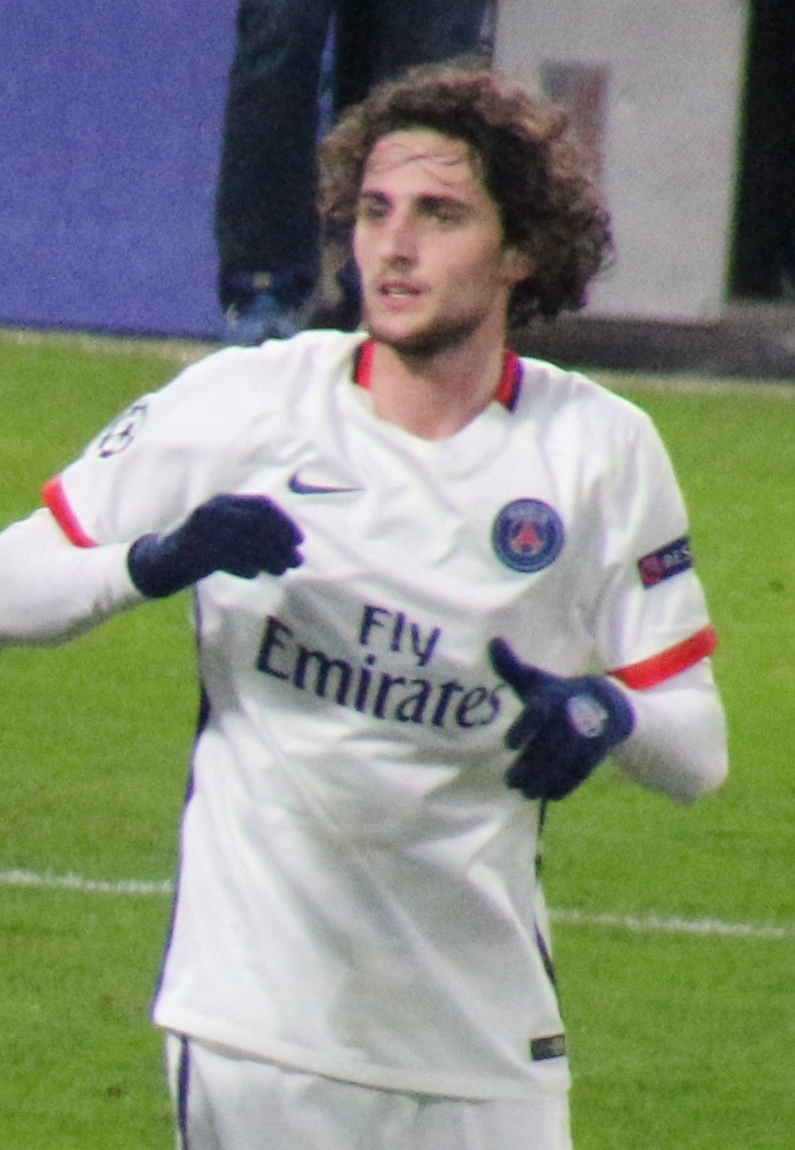
Adrien Rabiot (* 1995)

- Rabirius, römischer epischer Dichter
- Rabirius Postumus, Gaius, römischer Ritter und Senator
- Rabirius, Gaius, römischer Senator
- Rabis, Helmut (* 1949), deutscher Hockeyspieler (DDR)
- Rabisch, Birgit (* 1953), deutsche Schriftstellerin
- Rabischong, Pierre (1932–2025), französischer Arzt und Hochschullehrer
- Rabitsch, Christoph (* 1996), österreichischer Fußballspieler
- Rabitsch, Michaela (* 1963), österreichische Jazzmusikerin (Trompete, Gesang, Komposition)
- Rabitsch, Ronald (* 1983), österreichischer Gewerkschaftsfunktionär und Politiker (SPÖ); Vizebürgermeister von Klagenfurt
- Rabitsch, Stephan (* 1991), österreichischer Straßenradrennfahrer
- Rabitsch, Thomas (* 1956), österreichischer Keyboarder, Komponist und MusikproduzentThomas Rabitsch (* 1956)

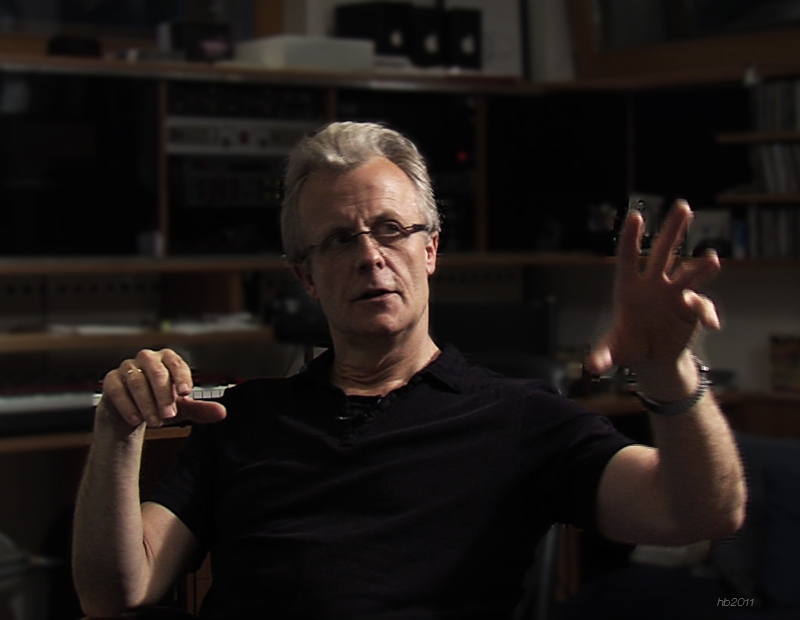
Thomas Rabitsch (* 1956)

- Rabitti, Ercole (1921–2009), italienischer Fußballspieler und -trainer
- Rabitti, Paolo (* 1936), italienischer Geistlicher und emeritierter römisch-katholischer Erzbischof von Ferrara-Comacchio
- Rabitz, Carl (1823–1891), deutscher Maurermeister, Bauunternehmer und Erfinder, Pionier im begrünten Flachdachbau
- Rabitzer, Edeltraud, deutsche Drehbuchautorin
- Rabiu, Abdulsamad (* 1960), nigerianischer Unternehmer und Philanthrop
- Rabiu, Mohammed (* 1989), ghanaischer Fußballspieler
- Rabiu, Zulkifilu (* 2002), nigerianischer Fußballspieler
- Rabiy, Andriy (* 1975), ukrainischer Geistlicher, Weihbischof in der ukrainisch griechisch-katholischen Erzeparchie Winnipeg

### Rabk
- Rabkin, Gabriele (* 1951), deutsche Psychologin und Pädagogin
- Rabkowa, Dsijana (* 1998), belarussische Mehrkämpferin

### Rabl
- Rabl, Andreas (* 1972), österreichischer Politiker (FPÖ)Andreas Rabl (* 1972)

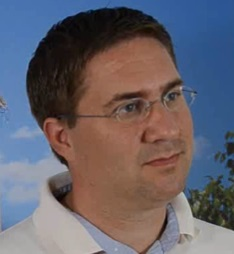
Andreas Rabl (* 1972)

- Rabl, Carl (1853–1917), österreichischer Zoologe und Anatom
- Rabl, Christian (* 1971), österreichischer Jurist und Hochschullehrer
- Rabl, Erich (* 1948), österreichischer Autor, Lehrer, Historiker und Archivleiter
- Rabl, Ernst (* 1942), österreichischer Basketballspieler
- Rabl, Franz (1928–2007), österreichischer Politiker (ÖVP), Landtagsabgeordneter
- Rabl, Franziska (* 1975), deutsche Sängerin (Mezzosopran)
- Rabl, Günther (* 1953), österreichischer elektroakustischer Komponist
- Rabl, Josef (1844–1923), österreichischer Alpinist und Reisebuchautor
- Rabl, Josef (* 1949), deutscher Altphilologe, Religionspädagoge und Fachdidaktiker
- Rabl, Maria Magdalena (* 1976), deutsche Theater-Schauspielerin und Musicaldarstellerin
- Rabl, Max (1898–1964), österreichischer Politiker (Landbund), Mitglied des Bundesrates
- Rabl, Michael (* 1968), österreichischer Wissenschaftsmanager, Ingenieur und Hochschullehrer
- Rabl, Peter (* 1948), österreichischer Journalist
- Rabl, Roman (* 1991), österreichischer Monoskifahrer
- Rabl, Rudolf (1889–1951), tschechischer Jurist und Diplomat
- Rabl, Rudolf (1901–1988), deutscher Mediziner und Hochschullehrer
- Rabl, Stephan (* 1964), österreichischer Kulturschaffender
- Rabl-Rückhard, Hermann (1839–1905), preußischer Militärarzt und Anatom
- Rabl-Stadler, Helga (* 1948), österreichische Politikerin (ÖVP), Abgeordnete zum Nationalrat, Präsidentin der Salzburger FestspieleHelga Rabl-Stadler (* 1948)

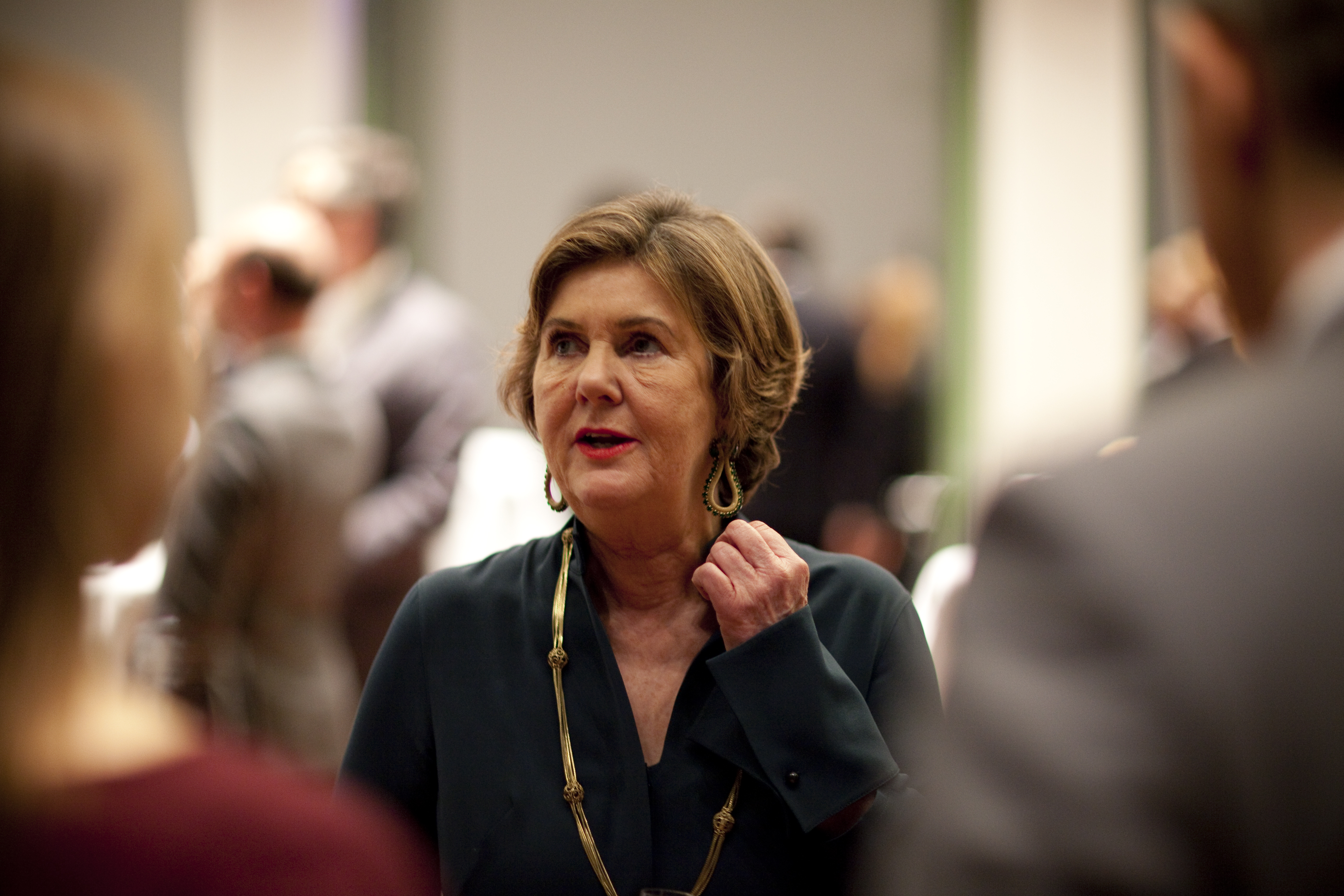
Helga Rabl-Stadler (* 1948)

### Rabm
- Rabman, Theadora (* 2005), US-amerikanische Tennisspielerin
- Räbmatter, Patrick (* 1991), Schweizer Schwinger
- Rabmer-Koller, Ulrike (* 1966), österreichischer Manager

### Rabn
- Rabnow, Johannes (1855–1933), deutscher Arzt und Sozialhygieniker

### Rabo
- Rabodo von Lobdaburg († 1176), Bischof des Bistums Speyer (1167–1176)
- Rabofsky, Alfred (1919–1944), österreichischer kommunistischer Widerstandskämpfer gegen den Nationalsozialismus
- Rabofsky, Eduard (1911–1994), österreichischer Jurist und Widerstandskämpfer gegen den Nationalsozialismus
- Rabol, Georges (1938–2006), französischer Pianist und Komponist
- Rabold, Britta (* 1956), deutsche provinzialrömische Archäologin und Denkmalpflegerin
- Rabold, Emil (* 1886), deutscher Journalist und Politiker (SPD, USPD)
- Rabold, Frédéric (* 1944), deutscher Jazztrompeter und -komponist
- Rabold, Jannis (* 2001), deutscher Fußballspieler
- Rabolini, Karina (* 1967), argentinisches ehemaliges Model und jetzige Unternehmerin
- Raboň, František (* 1959), tschechoslowakischer Radrennfahrer
- Raboň, František (* 1983), tschechischer Radrennfahrer
- Raboni, Giovanni (1932–2004), italienischer Lyriker, Übersetzer und Literaturkritiker
- Rabor, Dioscoro S. (1911–1996), philippinischer Zoologe und Naturschützer
- Raborn, William (1905–1990), US-amerikanischer Offizier, Vizeadmiral der United States Navy
- Rabot, Charles (1856–1944), französischer Geograph, Glaziologe, Reisender, Journalist, Lehrer, Übersetzer, Bergsteiger und Forscher
- Rabot, Pierre (* 1865), französischer Segler
- Rabotnow, Tichon Alexandrowitsch (1904–2000), russischer Geobotaniker und Universitätsprofessor
- Rabottini, Luciano (* 1958), italienischer Radrennfahrer
- Rabottini, Matteo (* 1987), italienischer Radrennfahrer
- Rabou, Charles (1803–1871), französischer Schriftsteller und Journalist
- Rabou, Hosni Abd (* 1984), ägyptischer Fußballspieler
- Rabou, Thomas (* 1983), niederländischer Radrennfahrer
- Raboud, André (* 1949), Schweizer Bildhauer und Kunstpädagoge
- Raboud-Schüle, Isabelle (* 1958), Schweizer Ethnologin
- Rabourdin, Olivier (* 1959), französischer Schauspieler
- Rabours, Frédéric de (1879–1929), Schweizer Jurist und Politiker
- Raboutou, Brooke (* 2001), US-amerikanische SportkletterinBrooke Raboutou (* 2001)

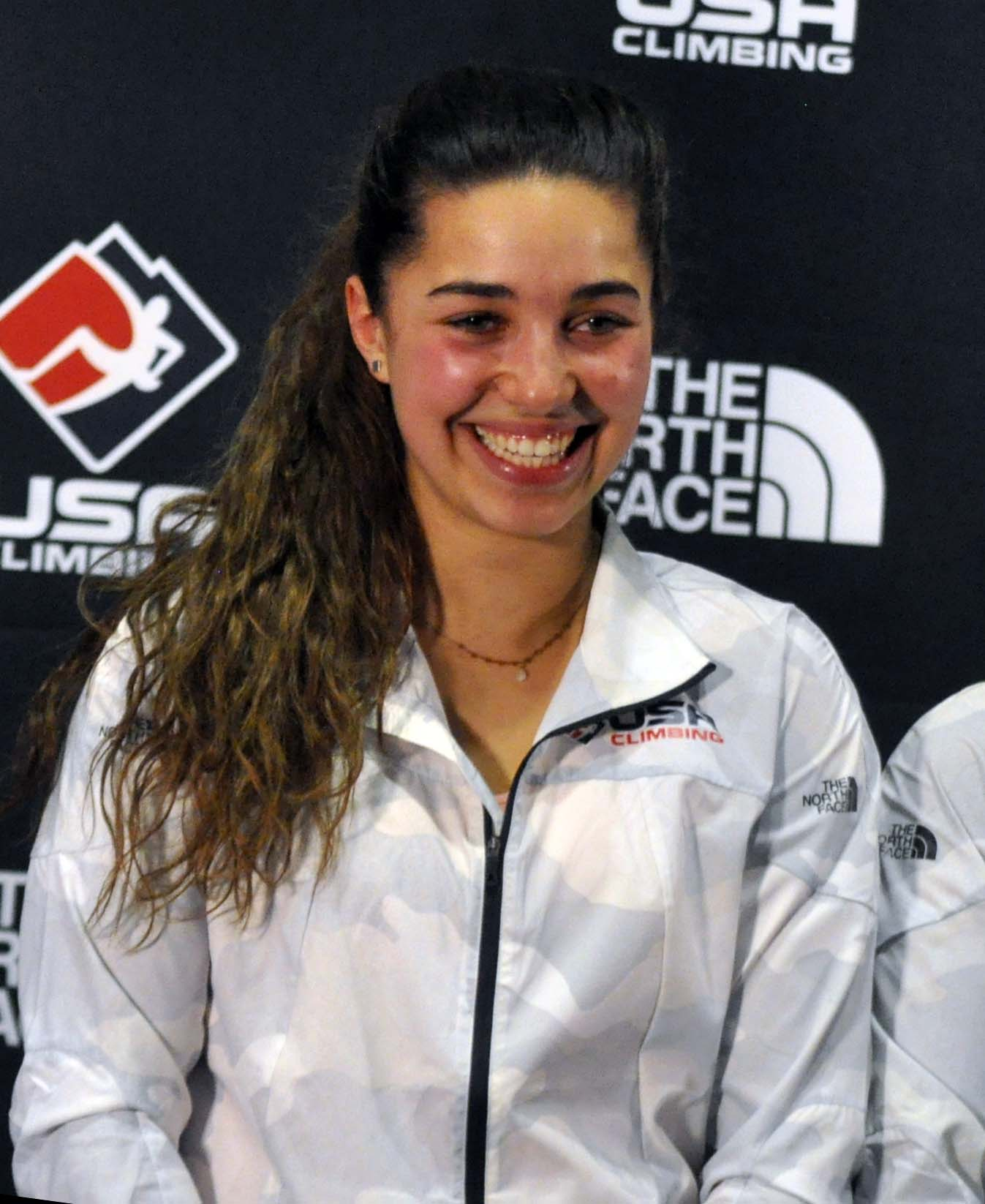
Brooke Raboutou (* 2001)

- Raboutou, Shawn (* 1998), amerikanischer Sportkletterer und Boulderer
- Rabow, Siegfried (1848–1931), deutscher Psychiater
- Raboy, Isaak (1882–1944), jiddischer Schriftsteller
- Raboy, Mac (1914–1967), US-amerikanischer Comiczeichner

### Rabr
- Rabrenović, Danko (* 1969), deutscher Moderator und Musiker

### Rabs
- Rabsch, Edgar (1892–1964), deutscher Musikpädagoge und Komponist
- Rabsch, Edgar (1928–1990), deutscher Organist
- Rabsch, Udo (* 1944), deutscher Arzt und Schriftsteller
- Rabsch, Wolfgang (* 1951), deutscher Bakteriologe und Epidemiologe
- Rabschake, Gesandter des assyrischen Königs nach Jerusalem
- Rabsilber, Effi (* 1978), deutsche Schauspielerin
- Rabson, Ann (1945–2013), US-amerikanische Blues-Pianistin, Gitarristin und Sängerin
- Rabson, Jan (1954–2022), US-amerikanisch-kanadischer Schauspieler und Synchronsprecher
- Rabstein, Joachim (* 1956), deutscher Leichtathlet
- Rabstein, Johann der Jüngere von (1437–1473), böhmischer Adliger und Humanist; Probst und Burggraf von Vyšehrad, Diplomat der Könige Georg von Podiebrad und Matthias Corvinus
- Rabstein, Prokop von († 1472), Oberstkanzler von Böhmen
- Rabstejnek, Joseph (1921–1996), französischer Fußballspieler
- Rabsztyn, Grażyna (* 1952), polnische Leichtathletin und mehrfache Weltrekordinhaberin

### Rabt
- Rabtschenjuk, Anastassija (* 1983), ukrainische Hürdenläuferin

### Rabu
- Rabuka, Sitiveni (* 1948), fidschianischer Politiker und GeneralSitiveni Rabuka (* 1948)

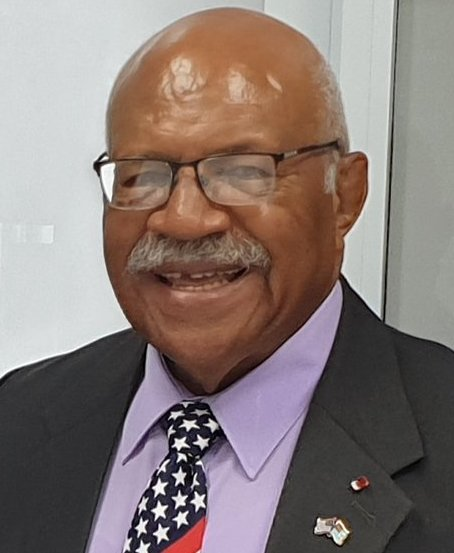
Sitiveni Rabuka (* 1948)

- Rabun, William (1771–1819), US-amerikanischer Politiker
- Rabuñal, Martín (* 1994), uruguayischer Fußballspieler
- Rabus, Carl (1898–1983), deutscher Maler und Grafiker
- Rabus, Johann Jakob, deutscher Kontroverstheologe
- Rabus, Ludwig († 1592), deutscher lutherischer Theologe und Konfessionalist
- Rabuschenka, Aljaksandr (* 1995), belarussischer Radrennfahrer
- Rabuse, Georg (1910–1976), österreichischer Romanist und Literaturwissenschaftler
- Rabushka, Alvin (* 1940), US-amerikanischer Ökonom und Politikwissenschaftler
- Rabušic, Michael (* 1989), tschechischer Fußballspieler
- Rabusky, Thaddäus (1776–1862), oberpfälzischer Kirchenmaler
- Rabusson, Henry (1850–1922), französischer Schriftsteller
- Rabut, Charles (1852–1925), französischer Bauingenieur
- Rabut, Michel Jean (1921–2015), französischer Radrennfahrer
- Rabuteau, Alfred (1843–1916), französischer Komponist
- Rabutin-Chantal, Marie de Marquise de Sévigné (1626–1696), französische Adelige und AutorinMarie de Rabutin-Chantal, Marquise de Sévigné (1626–1696)

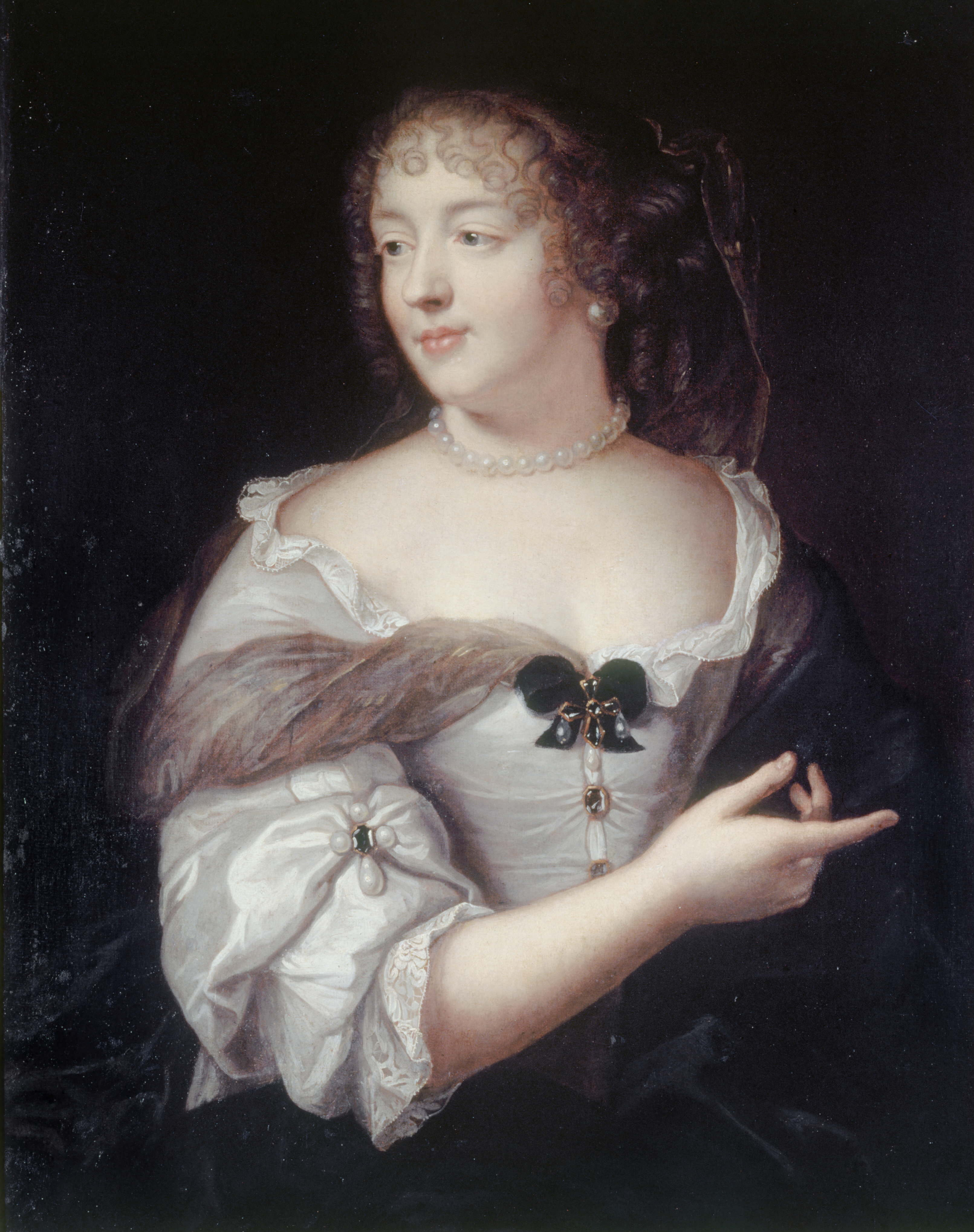
Marie de Rabutin-Chantal, Marquise de Sévigné (1626–1696)

- Rabuzin, Ivan (1921–2008), kroatischer Maler

### Raby
- Raby, Ekiel (* 1893), russischer Elfenbeinschnitzer
- Raby, Ethel (1914–2008), britische Leichtathletin
- Raby, Fiona (* 1963), britische Künstlerin, Industriedesignerin und Professorin
- Raby, Ian (1921–1967), britischer Rennfahrer